# Représentation du pont en peinture
Pendant plus de 1 500 ans, la conception des ponts n’a pas connu d’évolution, de l'Empire romain jusqu’au XIXe siècle, le pont voûté en pierre a été la référence. Le pont n’est alors qu’une construction assurant un passage entre deux rives. La représentation du pont en peinture traduit cette longue absence de sensibilisation de l’esthétique pure des ponts et connaît également une césure au XIXe siècle.
Même si le pont est perçu au Moyen Âge comme élément symbolique de transition en littérature ou en religion, il n’est toujours représenté que comme élément secondaire, annexe à un château fort par exemple dans les enluminures, excepté dans La Vierge du chancelier Rolin de Jan van Eyck en 1435, où il occupe une fonction centrale dans la toile et de transition symbolique. Dans les tableaux de Jérôme Bosch, le pont n’est également qu’élément anecdotique des toiles.
Canaletto sera un des premiers à représenter des ponts, à la période classique, avec un souci extrême de la réalité. À la période romantique, William Turner donnera une vision plus tourmentée des ponts. Mais le pont devient un vrai sujet de composition au XIXe siècle avec les Impressionnistes, puis pendant la période moderne et contemporaine.
Dans le monde oriental, des artistes désormais célèbres tels que Hokusai ou Hiroshige peignirent de nombreux ponts lors de leurs voyages. Si certains ouvrages font partie intégrante de paysages remarquables, ces peintres n'y ont pas fait abstraction et ne cachaient pas leur admiration pour ces constructions. Ainsi, Hiroshige réalisa une collection importante d'œuvres comportant des ponts pittoresques durant ses déplacements au Japon, avec notamment la série des cinquante-trois Stations du Tōkaidō.

## Peinture occidentale

### Moyen Âge
Dans l’Europe du Moyen Âge, la première forme d’art et de peinture à émerger fut l’art anglo-saxon dont les seuls exemples survivants sont des manuscrits enluminés tels que le livre de Kells. Elles sont célèbres pour leur décoration abstraite, même si des portraits et parfois des scènes, sont également dépeintes, particulièrement des portraits d’évangéliste. La peinture sur panneaux de bois s’est répandue à l’époque romane, sous l’influence de la peinture d’icônes byzantine. Vers le milieu du XIIIe siècle, l’art médiéval et la peinture gothique sont devenus plus réalistes, avec un début d’intérêt pour la représentation des volumes et de la perspective, en Italie avec Cimabue puis son pupille Giotto di Bondone. Avec Giotto, le traitement de la composition par les meilleurs peintres est devenu beaucoup plus libre et innovateur. Un pont peut être vu dans « La rencontre de Joachim et Anne à la porte dorée » fresque- 200 × 185, v.1304-1306 - Chapelle Scrovegni- Padoue, Italie.

### Renaissance

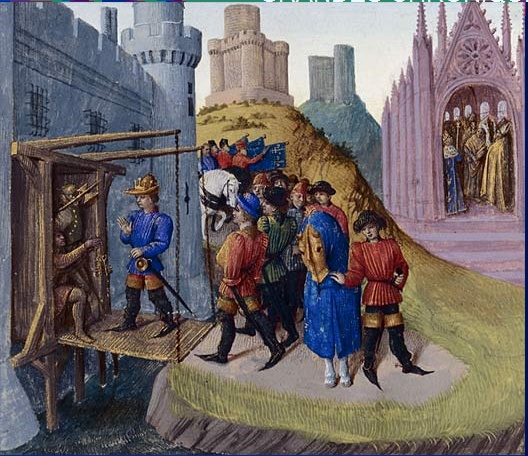
Jean Fouquet - 1458- Enluminure - Pont-levis
Reddition de l'Artois à Hugues Capet.

La Renaissance est souvent considérée comme l’âge d'or de la peinture s’étendant du XIVe au XVIIe siècle. 
L'art de l'enluminure connaît au XVe siècle un grand bouleversement : Le paysage se fait plus nettement naturaliste, les arbres stylisés et décoratifs du gothique international cèdent la place à de "vrais" arbres ; les cathédrales qui se découpent en arrière-fond des miniatures sont parfois clairement identifiables, et les ponts apparaissent normalement représentés. Jean Fouquet est le principal représentant de cette évolution. En 1458, il est chargé - peut-être par le roi Charles VII de France lui-même - d'illustrer les Grandes Chroniques de France ou, des ponts-levis peuvent être vus sur plusieurs de ses œuvres.

#### Maîtres flamands
L’adoption de la peinture à l'huile dont l’invention est traditionnellement, mais indûment, attribuée à Jan van Eyck, a rendu possible une peinture facilitant la représentation de la réalité. À la différence des Italiens, dont le travail était fortement marqué par l’art de la Grèce et de la Rome antiques, les peintres du Nord, flamands, hollandais et allemands, étaient imprégnés du style de la sculpture et enluminures du Moyen Âge.

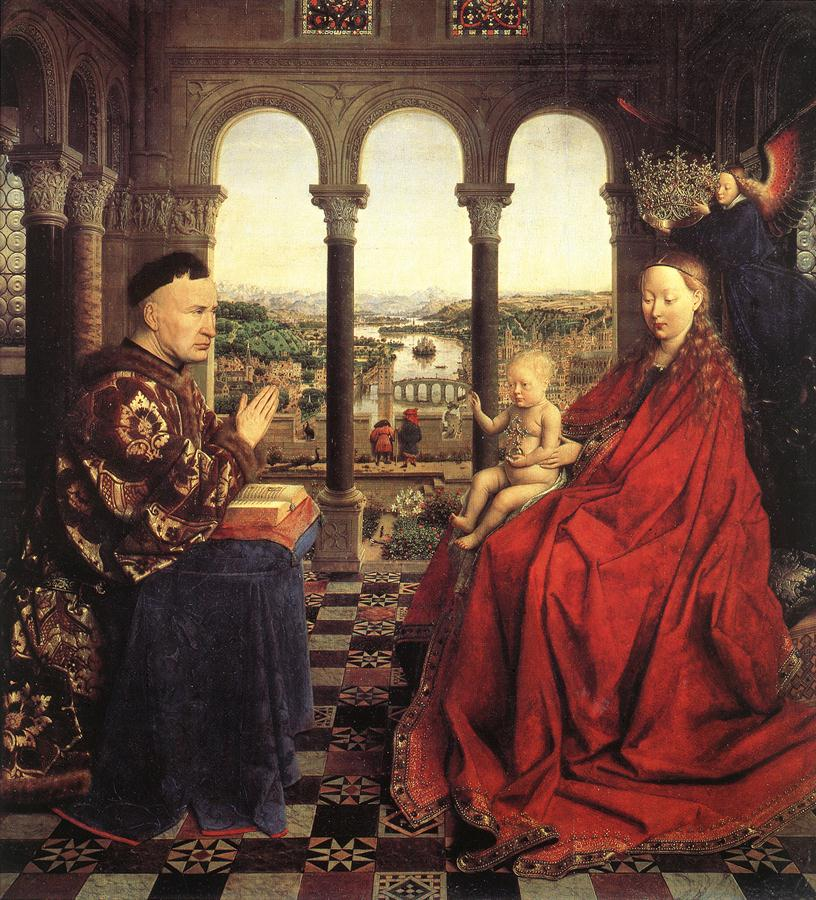
La Vierge du chancelier Rolin - Jan Van Eyck – 1435 - le pont, élément central de l'image, unit symboliquement le doigt de l'enfant et les mains jointes du Chancelier Rolin

La Vierge du chancelier Rolin est un tableau, de dimensions modestes de 66 cm de haut sur 62 cm de large, peint par le peintre flamand Jan Van Eyck vers 1435 pour Nicolas Rolin, chancelier du duc de Bourgogne. Une stricte perspective entoure la scène principale. Une scène lointaine dans un paysage, visible dans le fond dans l'axe du point de fuite central, comporte tous les détails de la vie terrestre, activités, architecture, cité et pont sur un fleuve. Il s’agit du pont de Montereau où Jean Sans Peur, père de Philippe Le Bon, aurait été assassiné le 10 septembre 1419. Le peintre utilise dans sa composition le pont pour unir de façon symbolique le doigt de l'enfant et les mains jointes du Chancelier Rolin...
Dans un autre tableau de Van Eyck, La Vierge et l'Enfant avec des Saints et le Donateur, figure aussi un pont, apparemment le pont de Montereau également.
Hieronymus van Aken, dit Jérôme Bosch v. 1453 – v. 1516), est un peintre néerlandais qui produit des œuvres « sacrilèges » où le religieux se confronte au péché et à la damnation. Elles reflètent les inquiétudes du Moyen Âge, le questionnement sur la vie, la mort, le mal, le bien… Le pont symbole du passage de la vie à la mort se devait donc de figurer dans ses œuvres. Il apparaît ainsi plusieurs fois dans La Tentation de saint Antoine, triptyque, huile sur panneau de bois, 1505-1506 ou dans Le Jugement dernier Triptyque huile sur bois - 164 × 127 cm. Un pont peut également être vu dans L’Adoration des Rois Mages " triptyque, vers 1510, mais il ne s’agit ici que d’un élément de décor.
Le pont apparaît aussi comme élément de décor secondaire dans d’autres peintures de cette époque comme celles de Domenico Ghirlandaio, 1449-1494 Peintre italien de l’École de Florence qui représente pour sa part une ville imaginaire et un port délimité par une jetée en forme de pont dans « L’Adoration des Mages » (1488) ou dans le Portrait d’une dame.

#### Maîtres italiens

La Joconde de Léonard de Vinci (1503-1506).

En Italie, des artistes comme Paolo Uccello, Fra Angelico, Masaccio, Piero della Francesca, Andrea Mantegna, Filippo Lippi, Giorgione, Le Tintoret, Sandro Botticelli, Léonard de Vinci, Michel-Ange, Raphaël, Giovanni Bellini et Titien ont porté la peinture à son plus haut niveau par l’utilisation de la perspective, l’étude de l’anatomie humaine et la proportion, et par une amélioration sans précédent des techniques picturales 
Le Retable de San Zeno est le retable du maître-autel de la basilique San Zeno, l'église principale de Vérone. Il comporte des parties peintes en polyptyque du peintre de la Renaissance Andrea Mantegna, ensemble daté d'environ 1457-1460.
La Joconde est un tableau de Léonard de Vinci, réalisé entre 1503 et 1506 qui représente un buste, probablement celui de la florentine Mona Lisa del Giocondo. Cette peinture à l'huile sur panneau de bois de peuplier de 77 × 53 cm est exposée au musée du Louvre à Paris. La Joconde est devenue un tableau éminemment célèbre car, depuis sa réalisation, nombre d'artistes l'ont prise comme référence. Elle constitue en effet l'aboutissement des recherches du XVe siècle sur la représentation du portrait. À l'époque romantique, les artistes ont été fascinés par l'énigme de La Joconde et ont contribué à développer le mythe qui l'entoure, en faisant de ce tableau l’une des œuvres d'art les plus célèbres du monde, si ce n'est la plus célèbre. Si le sourire est universellement connu, la présence d’un pont dans le paysage à droite de l’épaule de la Joconde l’est probablement moins. Selon, Daniel Arasse, ce pont est le symbole du temps qui passe.

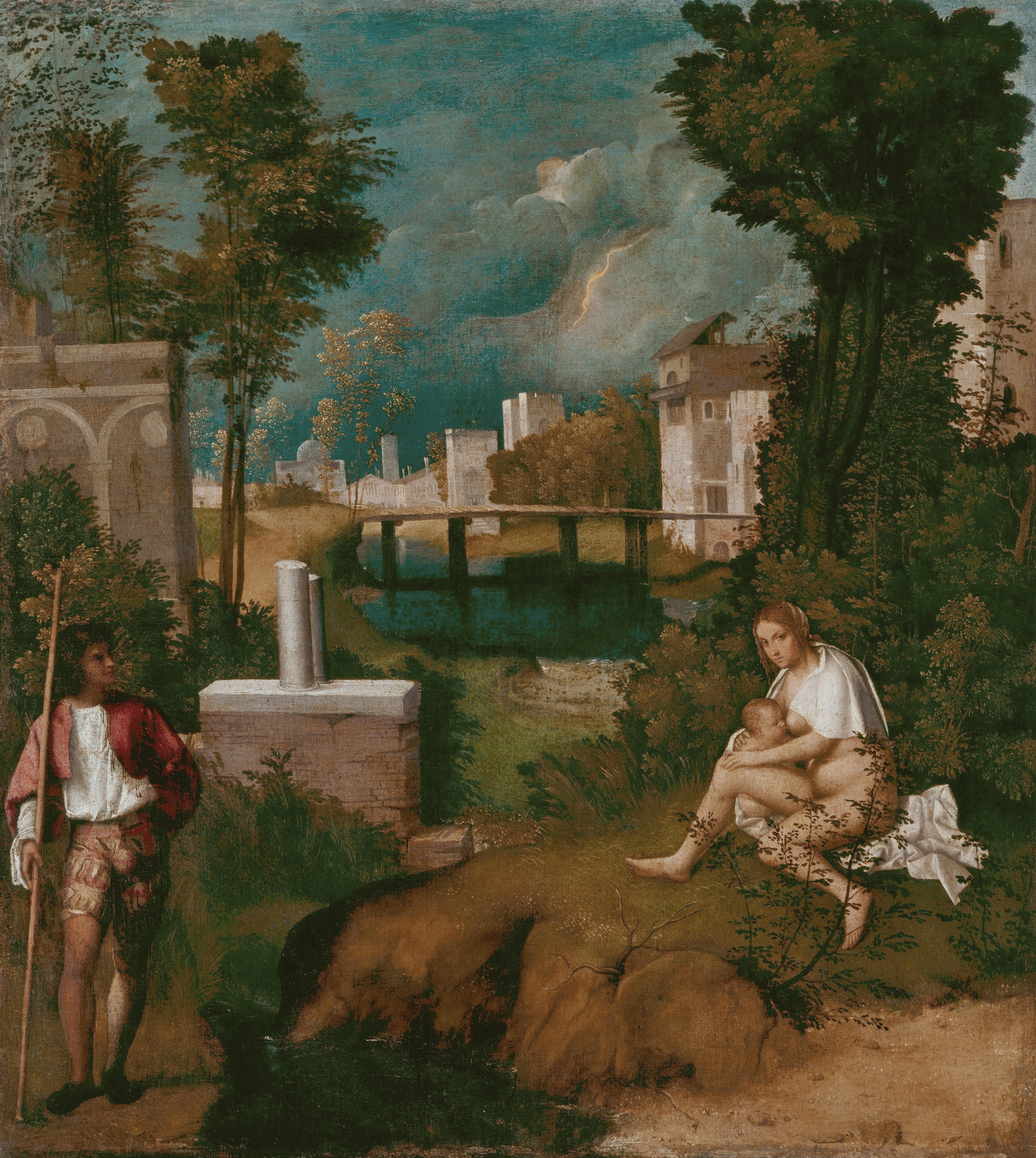
La Tempête de Giorgione (v. 1505).

Giorgio Barbarelli dit Giorgione (Vedelago ou Castelfranco Veneto, 1477 - Venise, 1510) est le premier grand peintre vénitien du Cinquecento.
La Tempête, dite aussi L'Orage (v. 1507 ?) est une toile appartenant aux poesie, genre créé par Giorgione. Cette toile de taille modeste a fait l'objet de multiples interprétations C'est un paysage où la part des personnages est secondaire. Le paysage et la couleur y jouent cependant un rôle prépondérant, et le pont en occupe le centre, non plus comme lien, toutes les parties du tableau, mais plutôt comme un élément de transition qui tour à tour les sépare.

Œuvres du début de la Renaissance
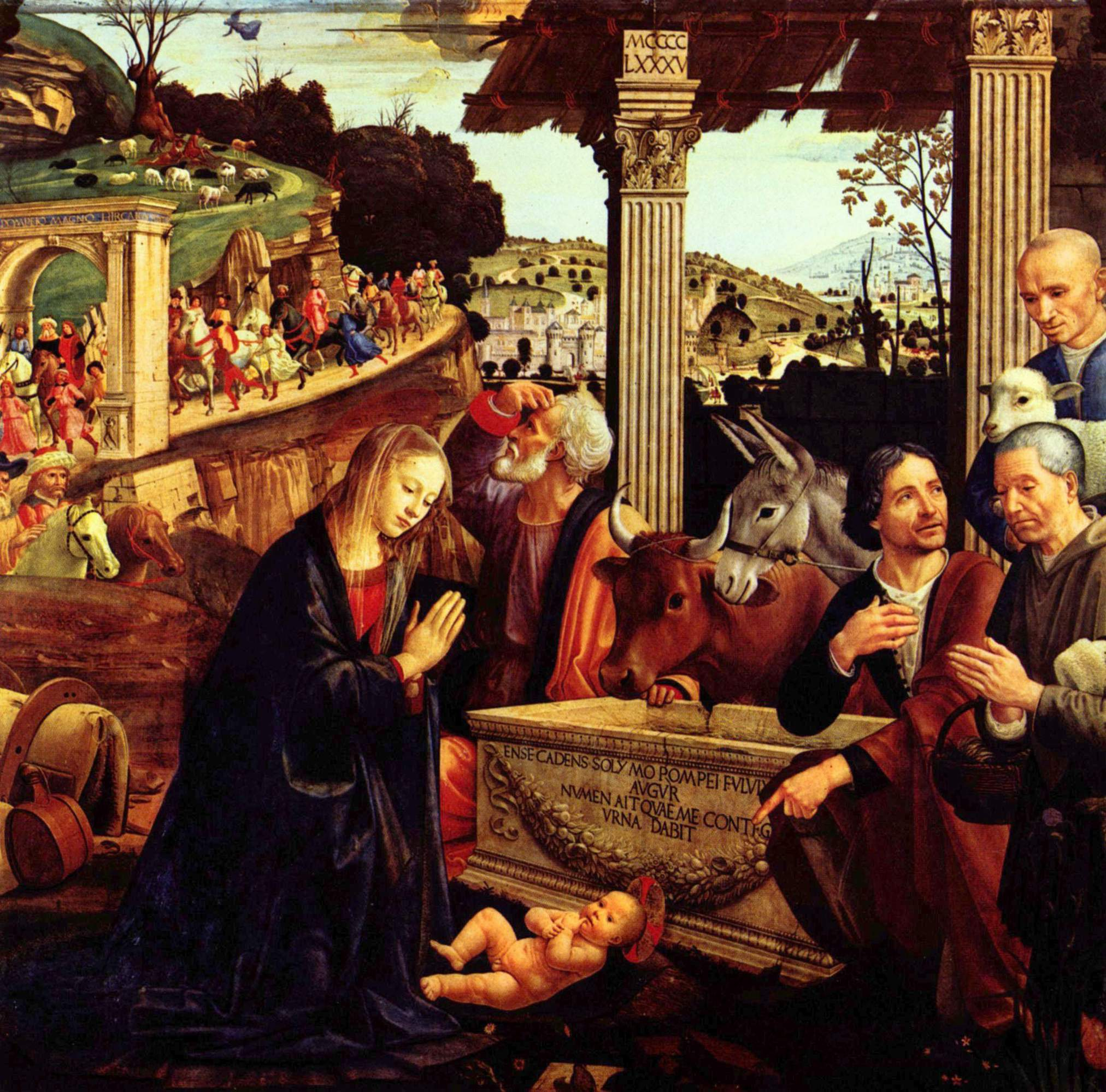
Domenico Ghirlandaio - 1485 L’Adoration des Bergers.
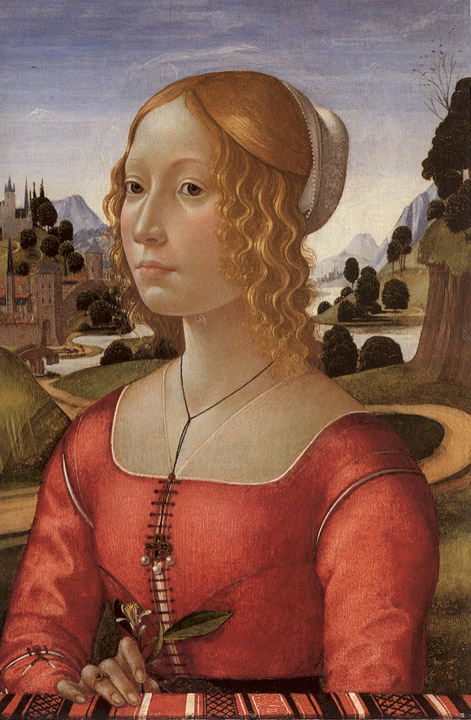
Domenico Ghirlandaio - 1490 Portrait de dame.
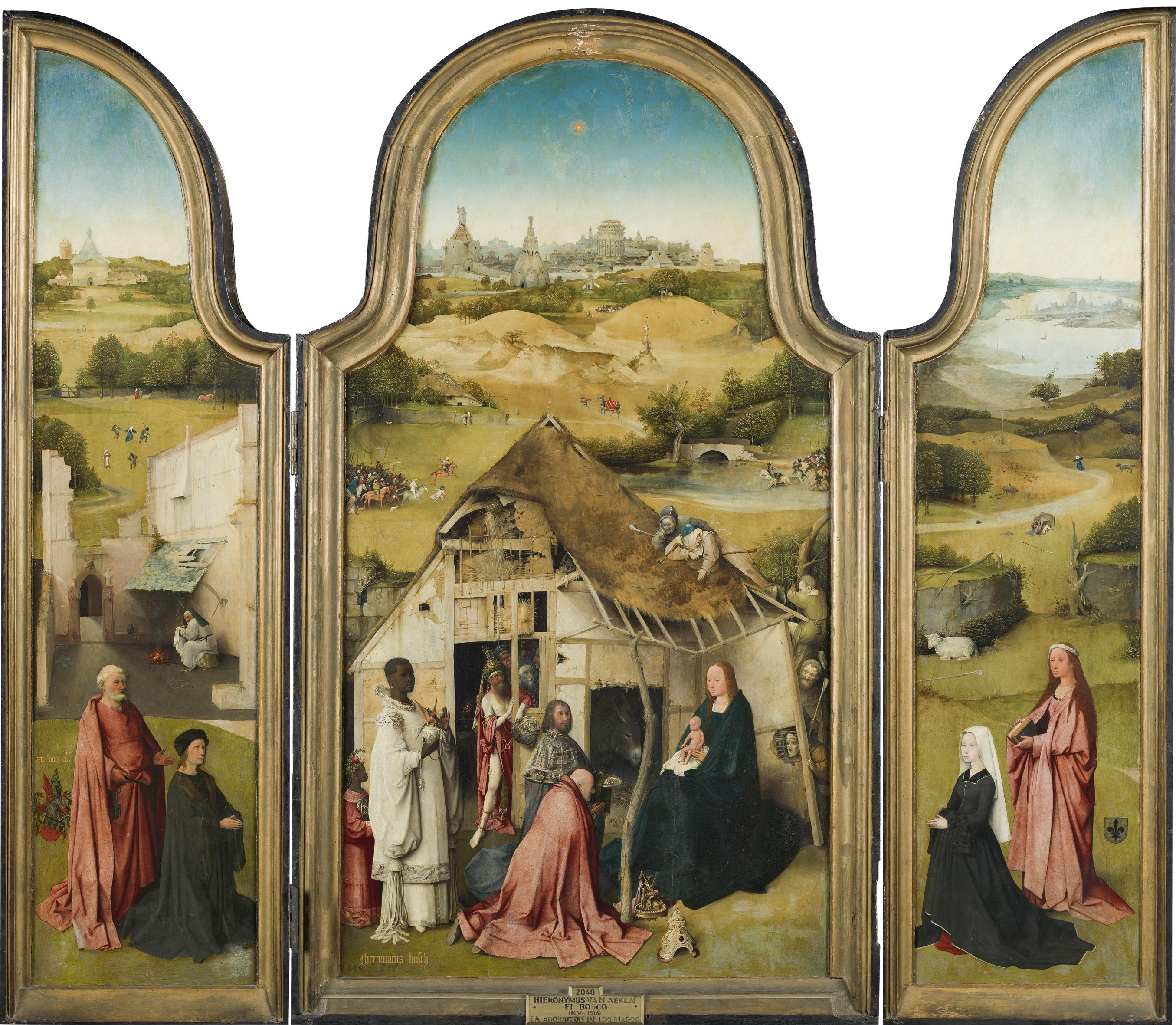
Jérôme Bosch - 1495 L’Adoration des mages.
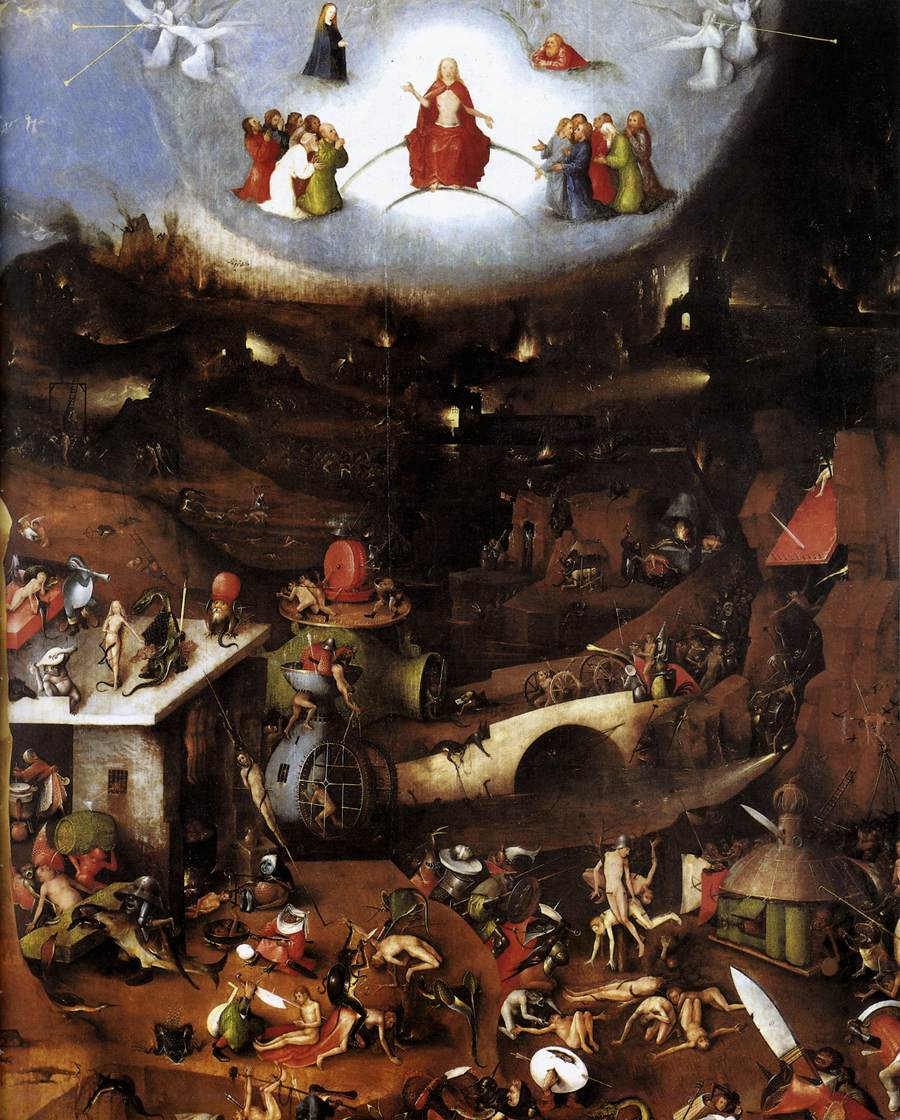
Jérôme Bosch - 1510 Le Jugement dernier.
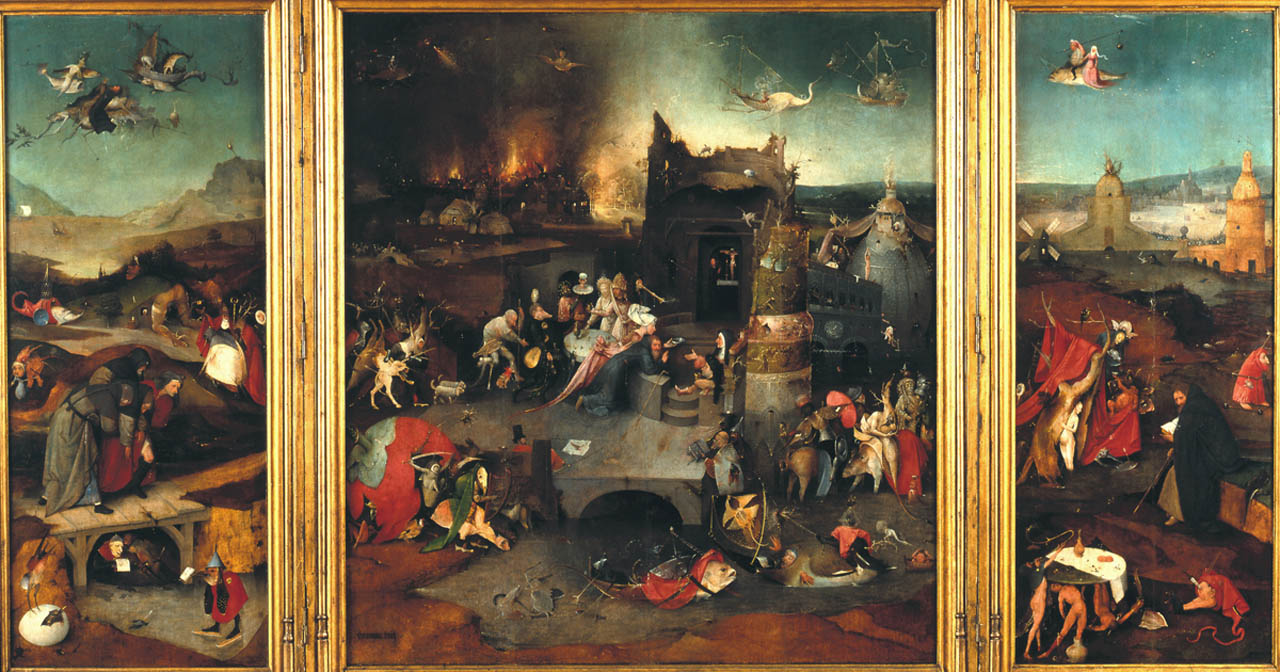
Jérôme Bosch -1505 La Tentation de saint Antoine

### Baroque et Rococo
À partir de 1600 et tout au long du XVIIe siècle, s’est développé un nouveau style de peinture, la peinture baroque. Parmi les plus grands peintres baroques il faut citer Le Caravage, Rembrandt, Rubens, Vélasquez, Poussin, et Vermeer. 

Œuvres du XVIIe
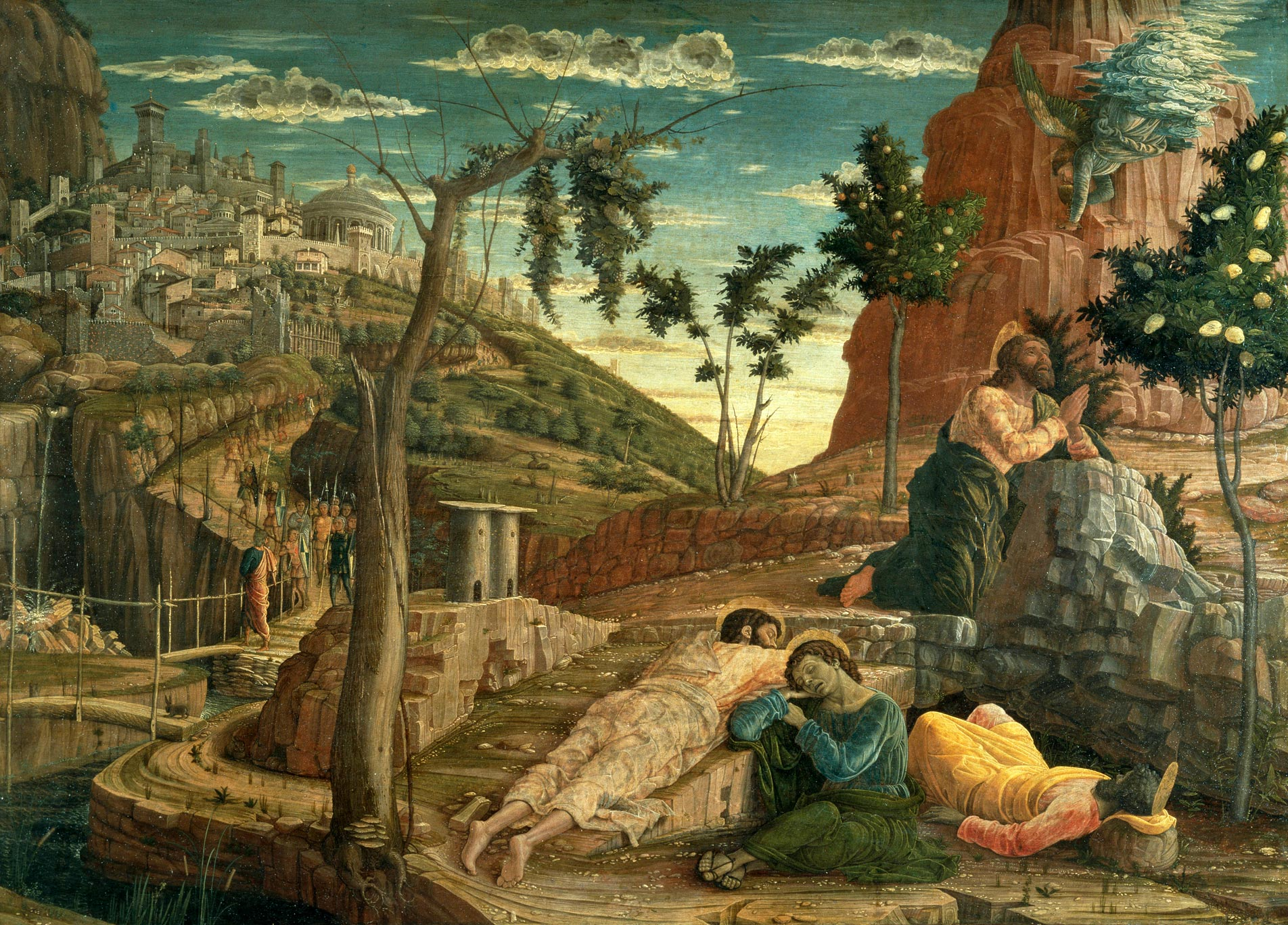
Retable de San Zeno - 1459
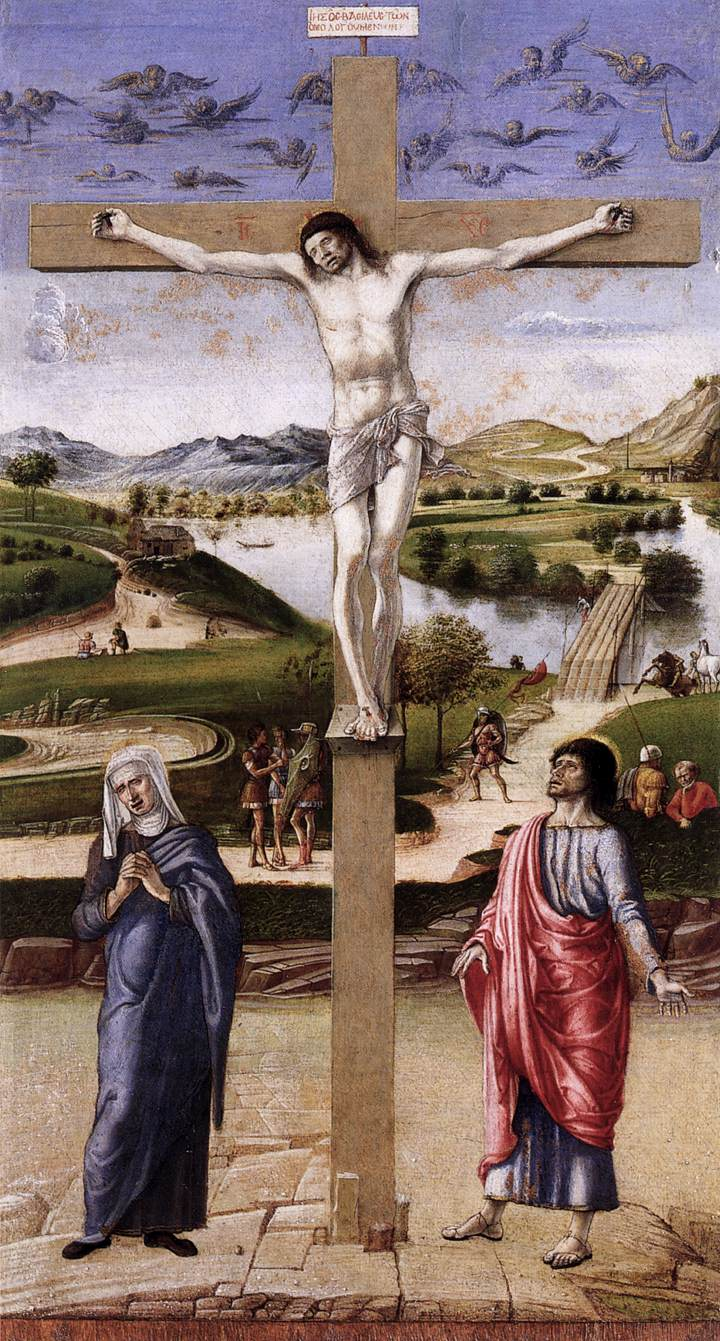
G. Bellini, « Crucifixion. de San Salvador» - 1455

### XVIIIesiècle
Giovanni Antonio Canal (Venise, 7 octobre 1697 - Venise, 19 avril 1768), mieux connu sous le nom de Canaletto, est un peintre vénitien célèbre pour ses panoramas (vedute) de Venise.

Œuvres néoclassiques : Canaletto
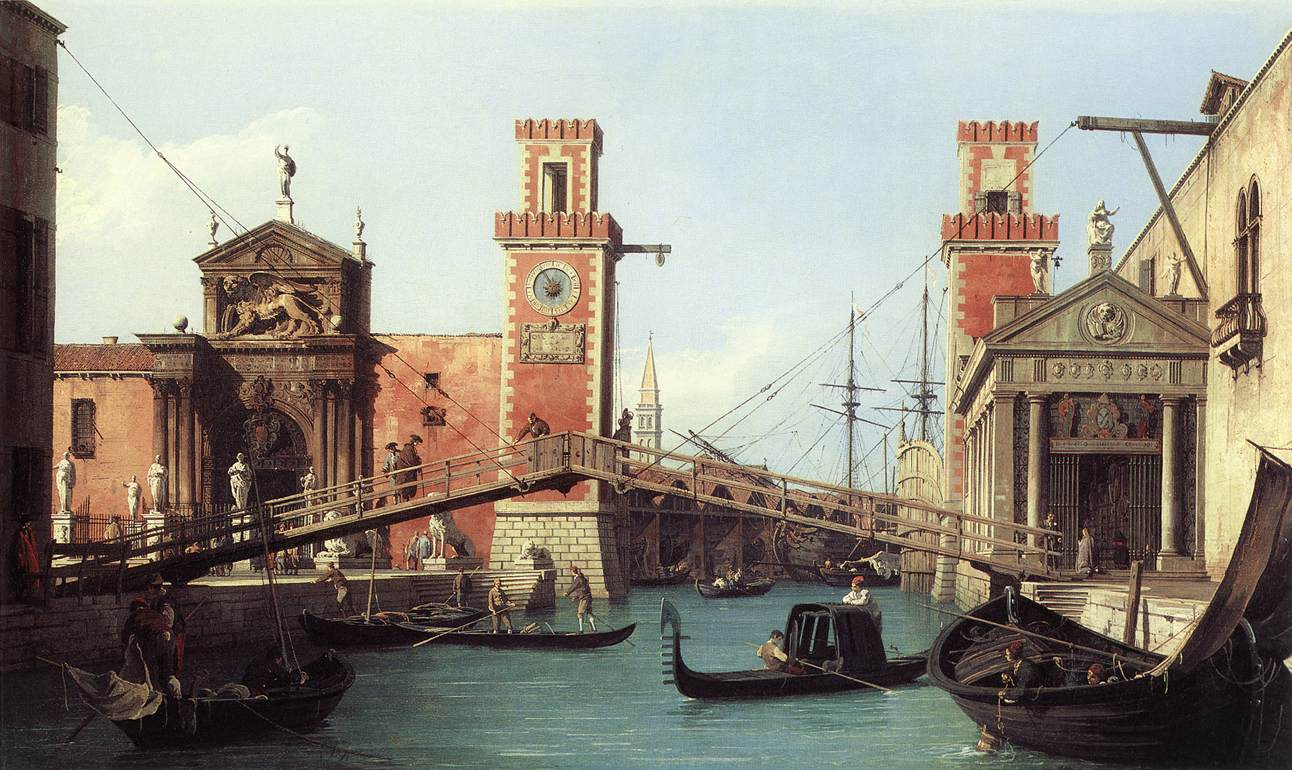
Entrée de l'Arsenal 1732
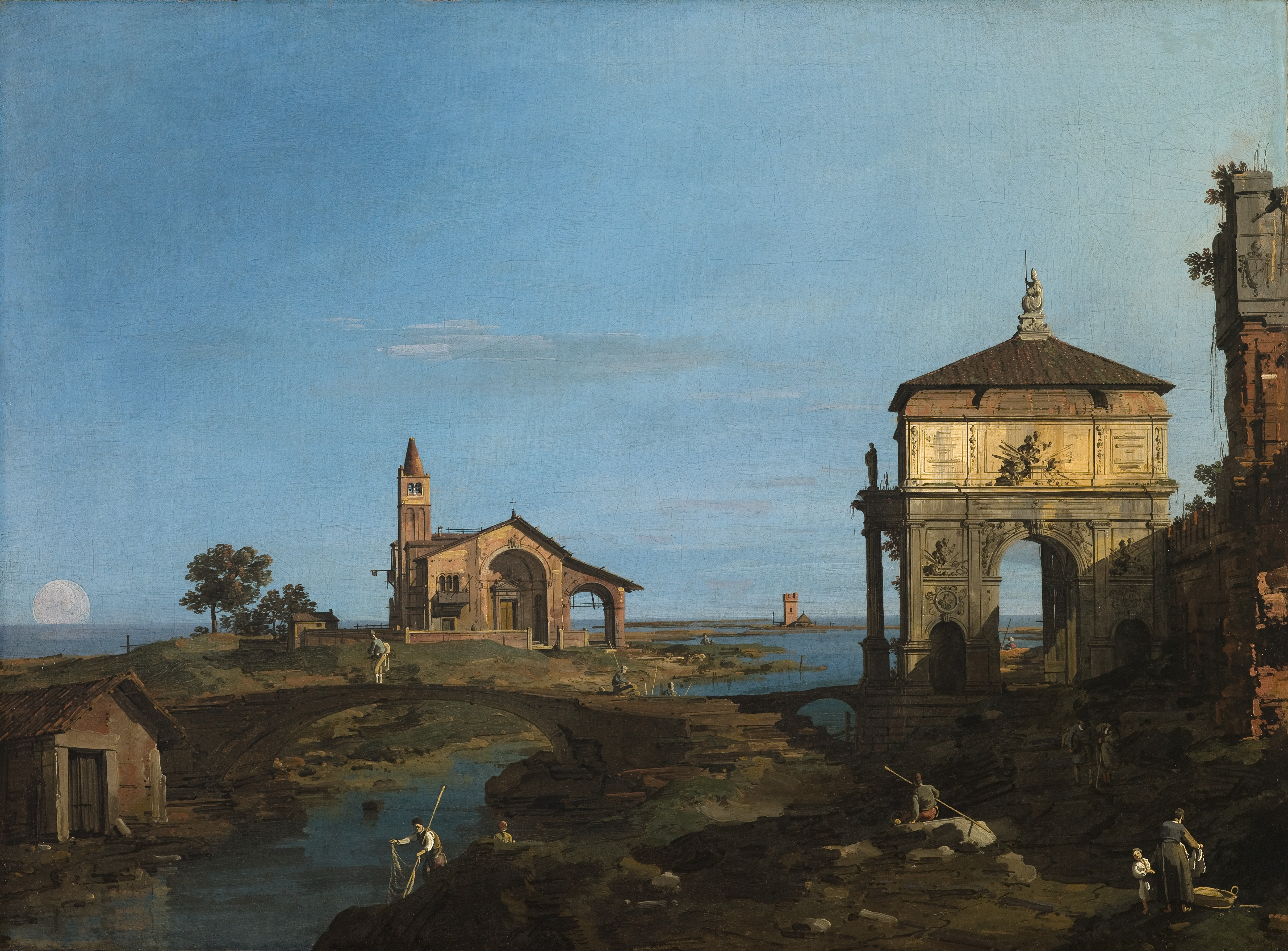
Une île dans le lagon 1743
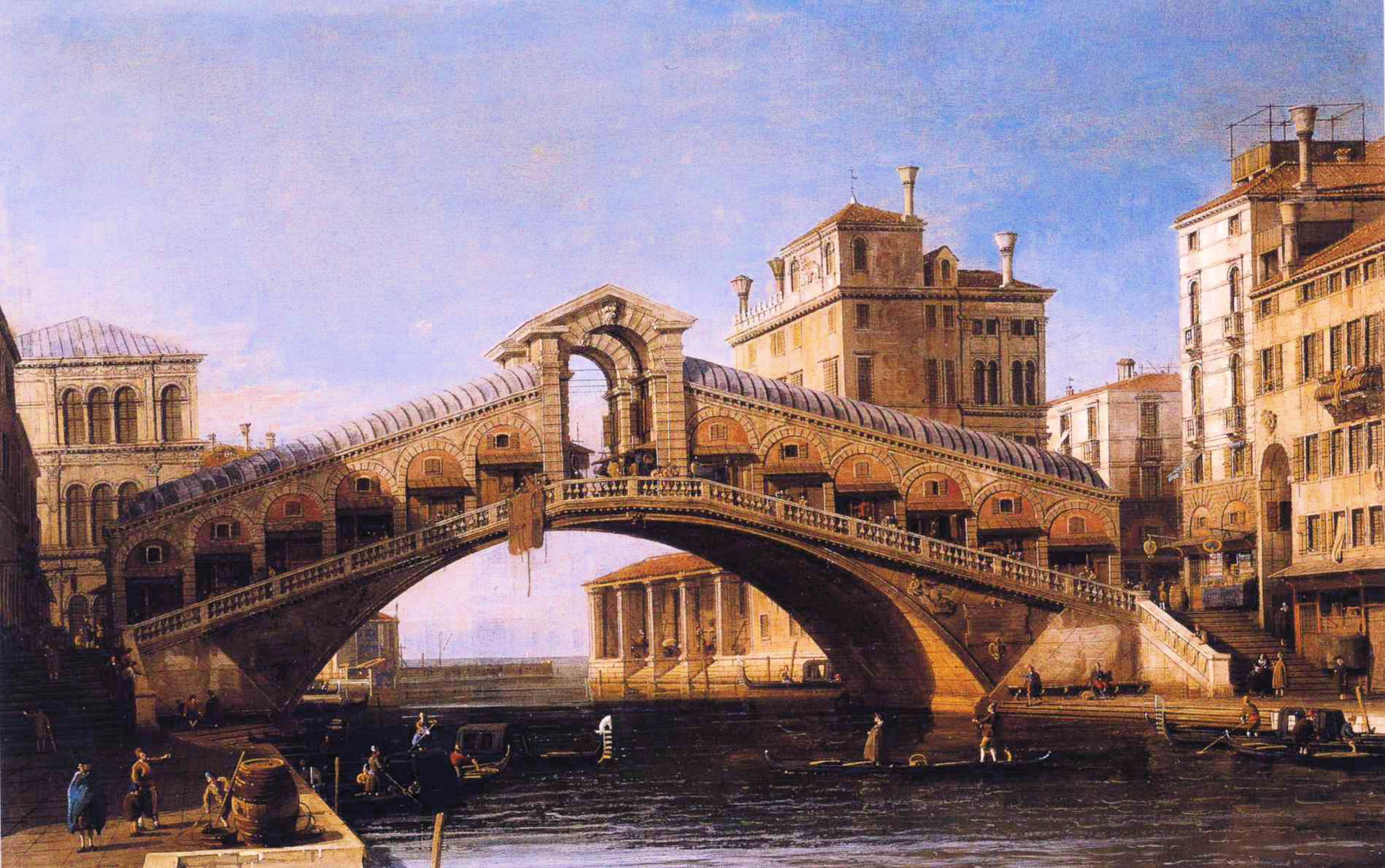
Pont du Rialto 1746
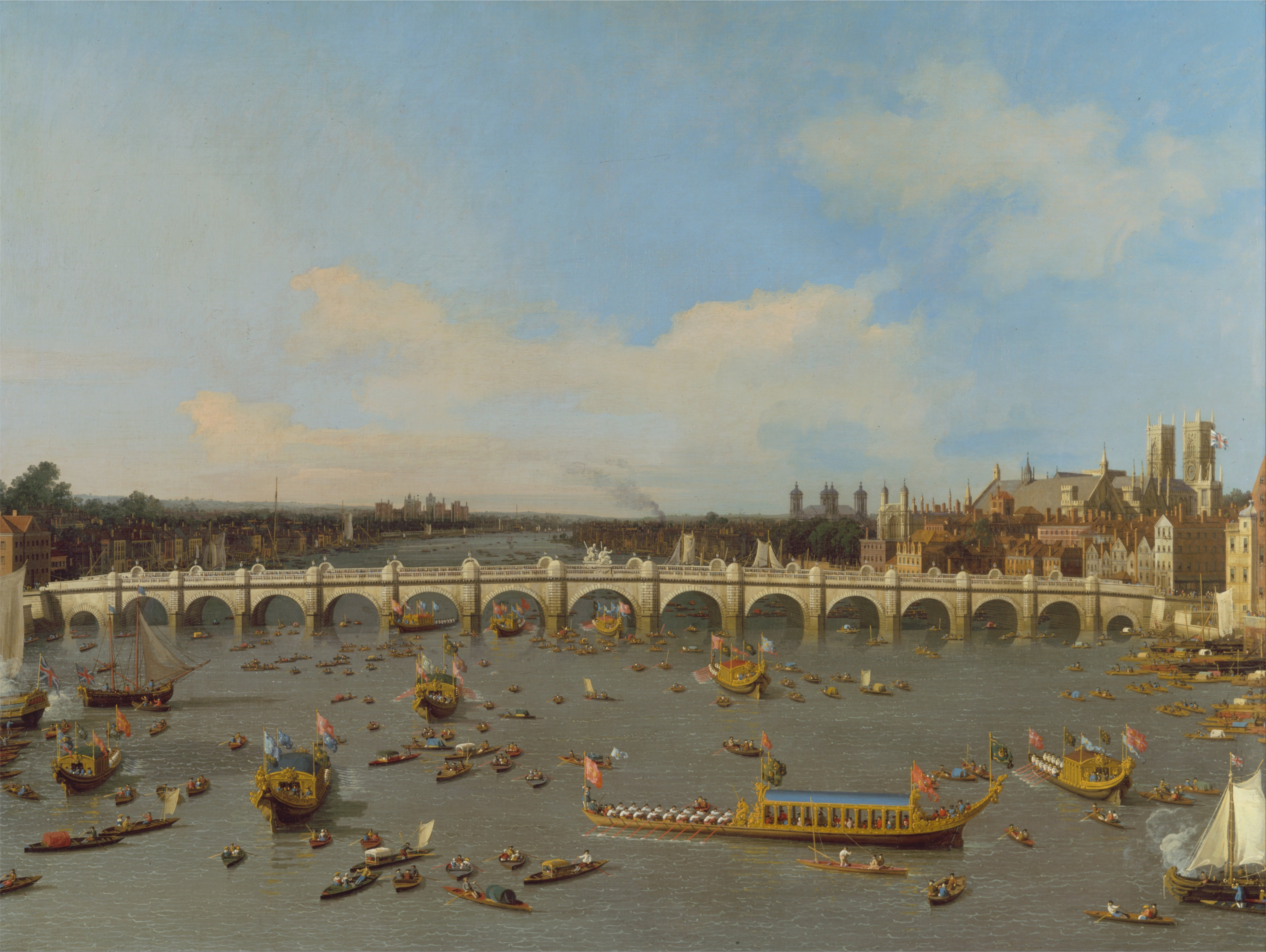
Pont de Westminster 1746
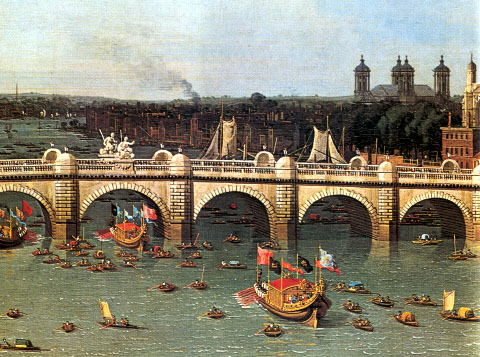
Pont de Westminster (détail) 1746

### Du néoclassicisme à l'impressionnisme
Après le style rococo succède à la seconde moitié du XVIIIe siècle le néoclassicisme mouvement initié à partir des écrits de Winckelmann et Lessing. En peinture les principaux représentants furent Anton Raphael Mengs, Gavin Hamilton et Jacques-Louis David à l'origine d'une école d'où sortent Antoine Jean Gros dont les œuvres annoncent la peinture romantique, Girodet et Jean-Auguste-Dominique Ingres. 

### Romantisme
Le mouvement romantique s’est attaché à la représentation des paysages, de la nature, les figures humaines et de manière générale la suprématie de l’ordre normal sur la volonté humaine. 
La première période du romantisme (1770-1820) se développe en parallèle du néoclassicisme (1760-1800) ou plutôt en opposition à ce courant. 
Parmi les principaux peintres de cette période on retrouve Eugène Delacroix, Théodore Géricault, Joseph Mallord William Turner, Caspar David Friedrich et John Constable. Le travail d’Arnold Böcklin évoque le mystère. Aux États-Unis, la peinture romantique de paysage s’est fait connaître au travers de l’Hudson River School avec des peintres tels que Thomas Cole, Frederic Edwin Church, Albert Bierstadt ou Sanford Robinson Gifford.

Œuvres romantiques : William Turner
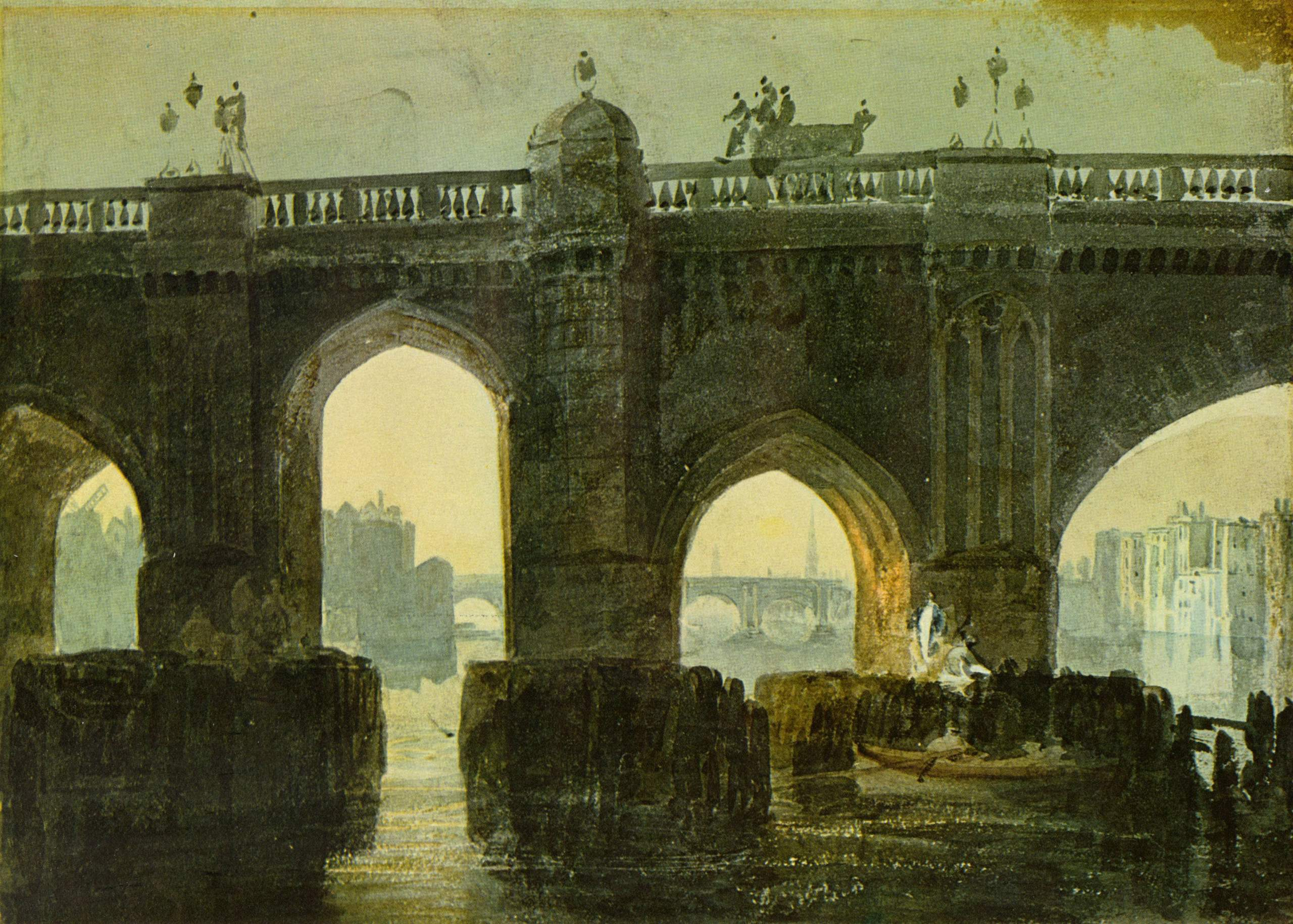
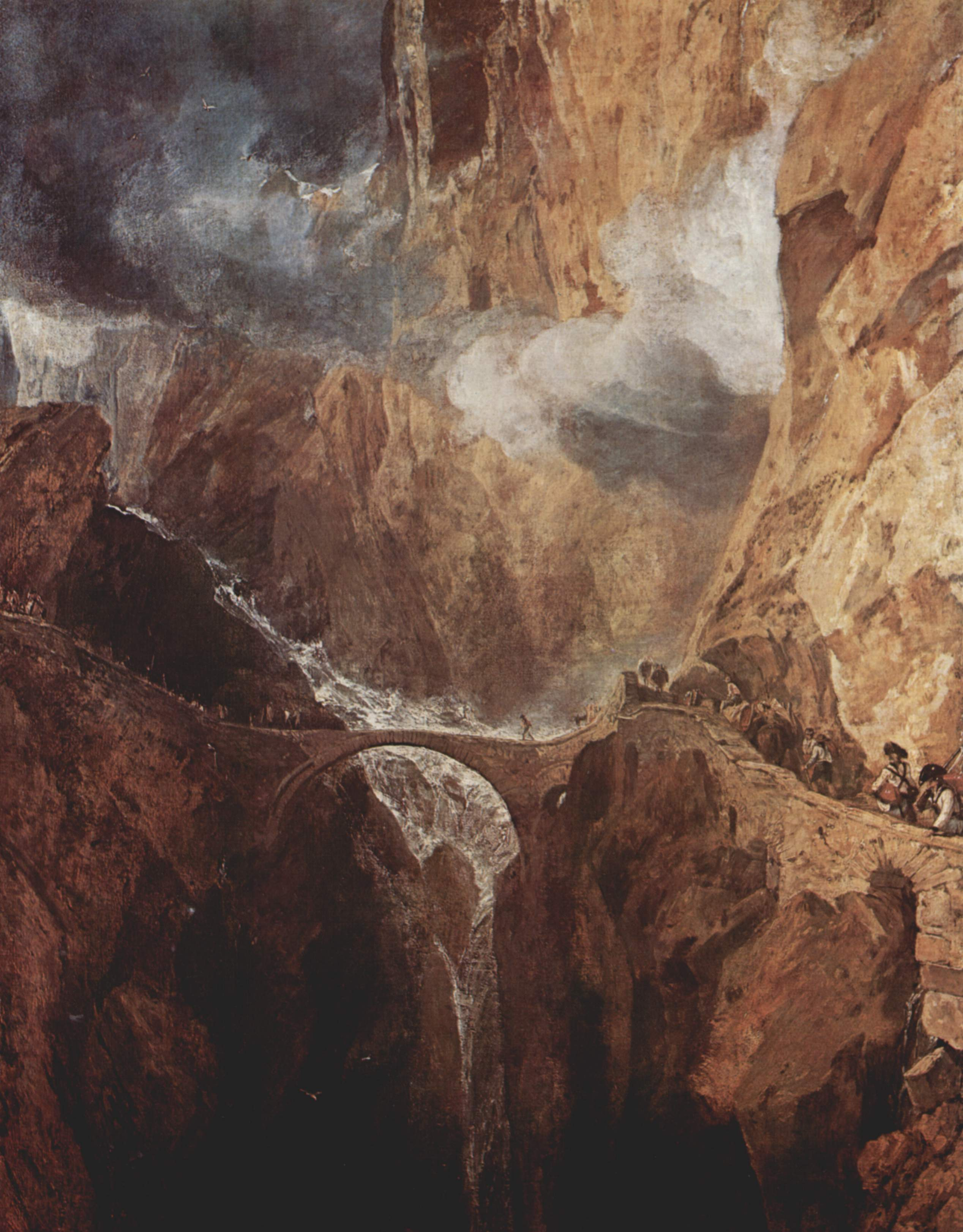
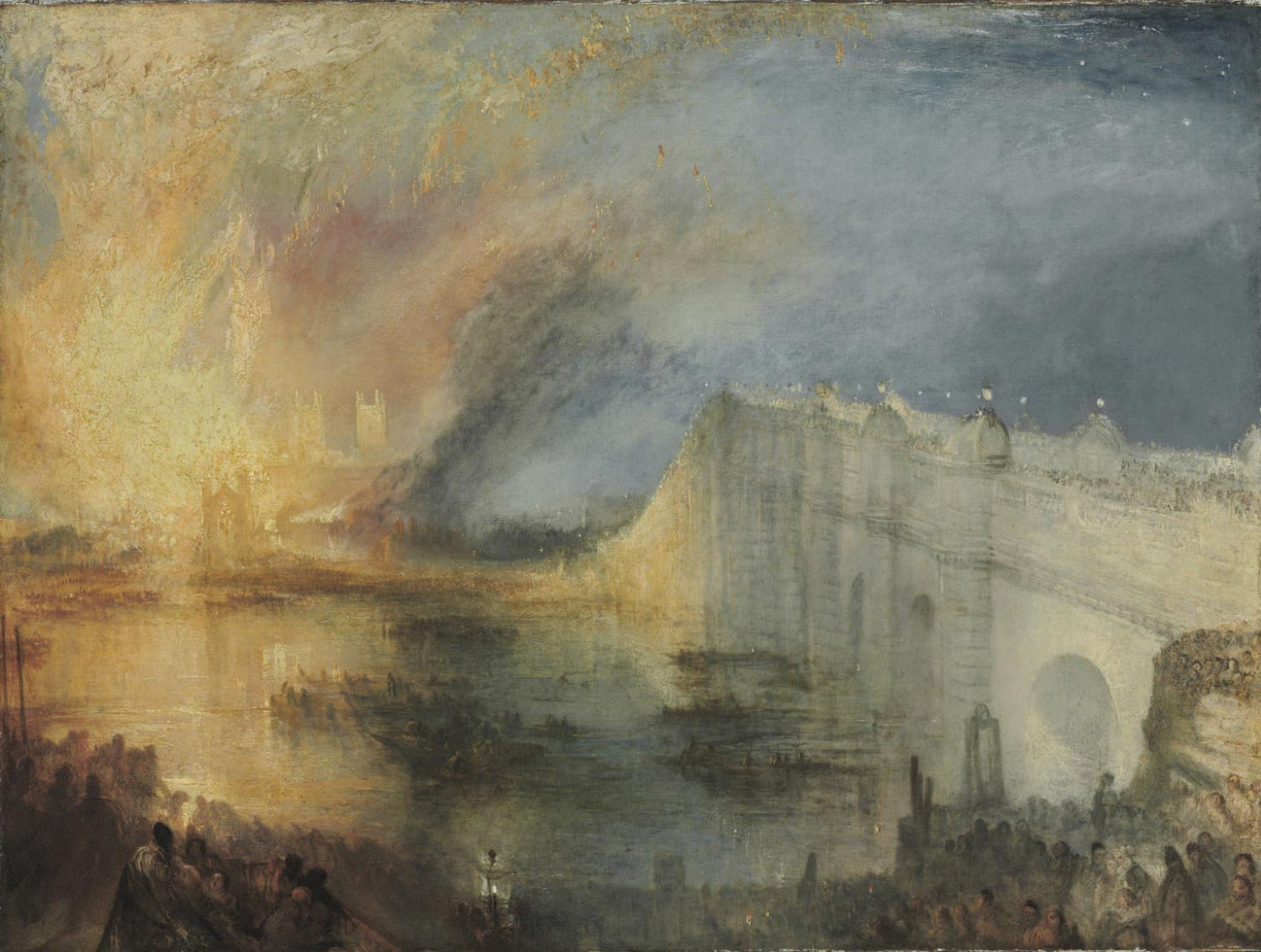

### Impressionnisme

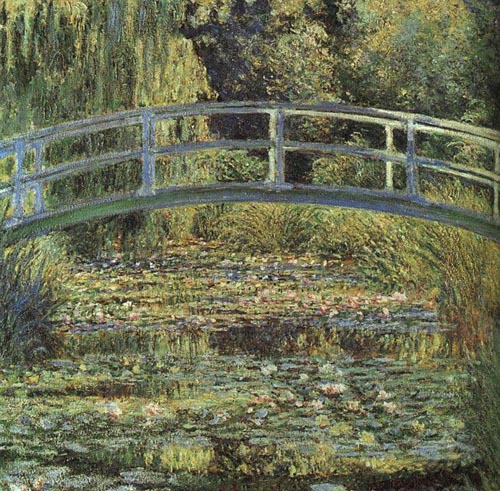
Nymphéas, harmonie verte, Claude Monet, peint en 1899

Dans le dernier tiers de siècle, les peintres impressionnistes comme Édouard Manet, Claude Monet, Pierre-Auguste Renoir, Camille Pissarro, Alfred Sisley, Edgar Degas et les postimpressionnistes tels que Vincent van Gogh, Paul Gauguin, Georges Seurat ou Paul Cézanne, ont amené la peinture aux portes du modernisme. Avec les Impressionnistes, le pont devient un motif privilégié, comme sujet même du tableau, symbole de l'essor industriel d'une part, support structuré de la lumière et des reflets d'un point de vue plus formel...
Lors de son mariage avec Camille Doncieux, Claude Monet (1840-1926) s’installe dans une maison à Argenteuil, près de la Seine. C’est là qu’il va peindre de nombreuses vues de la Seine, mettant souvent en scène le pont d’Argenteuil. Celui-ci est ainsi peint sept fois lors de la première exposition du groupe impressionniste de 1874, et le pont du chemin de fer qui enjambe la Seine en amont du village, quatre fois,.
Inventeur de la série, il réalise de nombreuses toiles sur un même motif, traduisant des variations de lumière et d’atmosphère jusqu’à faire disparaître les formes. Installé à Giverny, son œuvre se concentre ensuite presque exclusivement sur son jardin, autour du bassin aux nymphéas et de son pont japonais.

Œuvres impressionnistes : Claude Monet
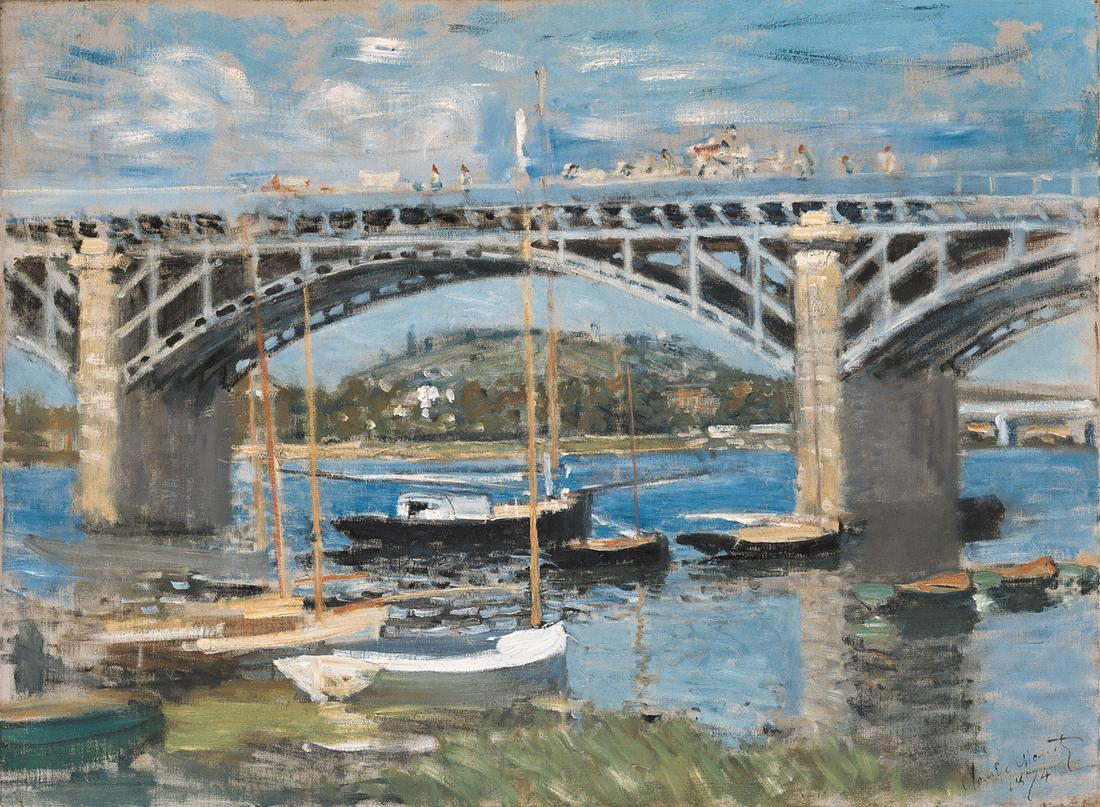
La Seine à Argenteuil- 1874.
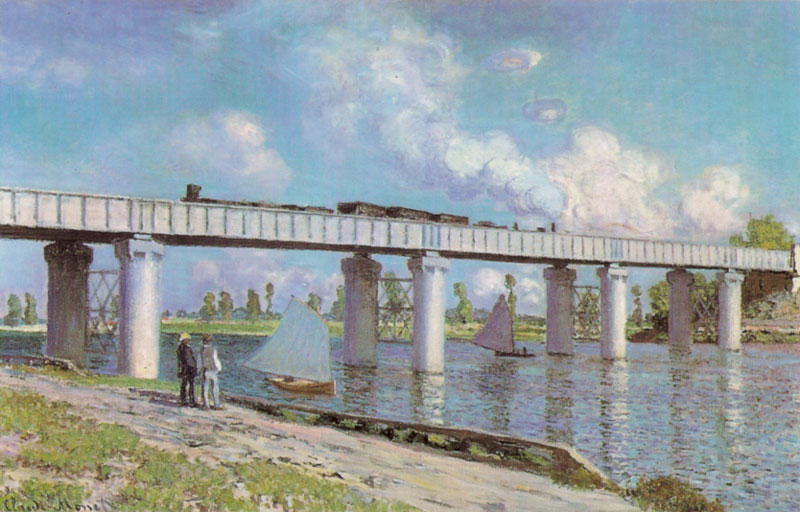
Le Pont du chemin de fer à Argenteuil- 1873
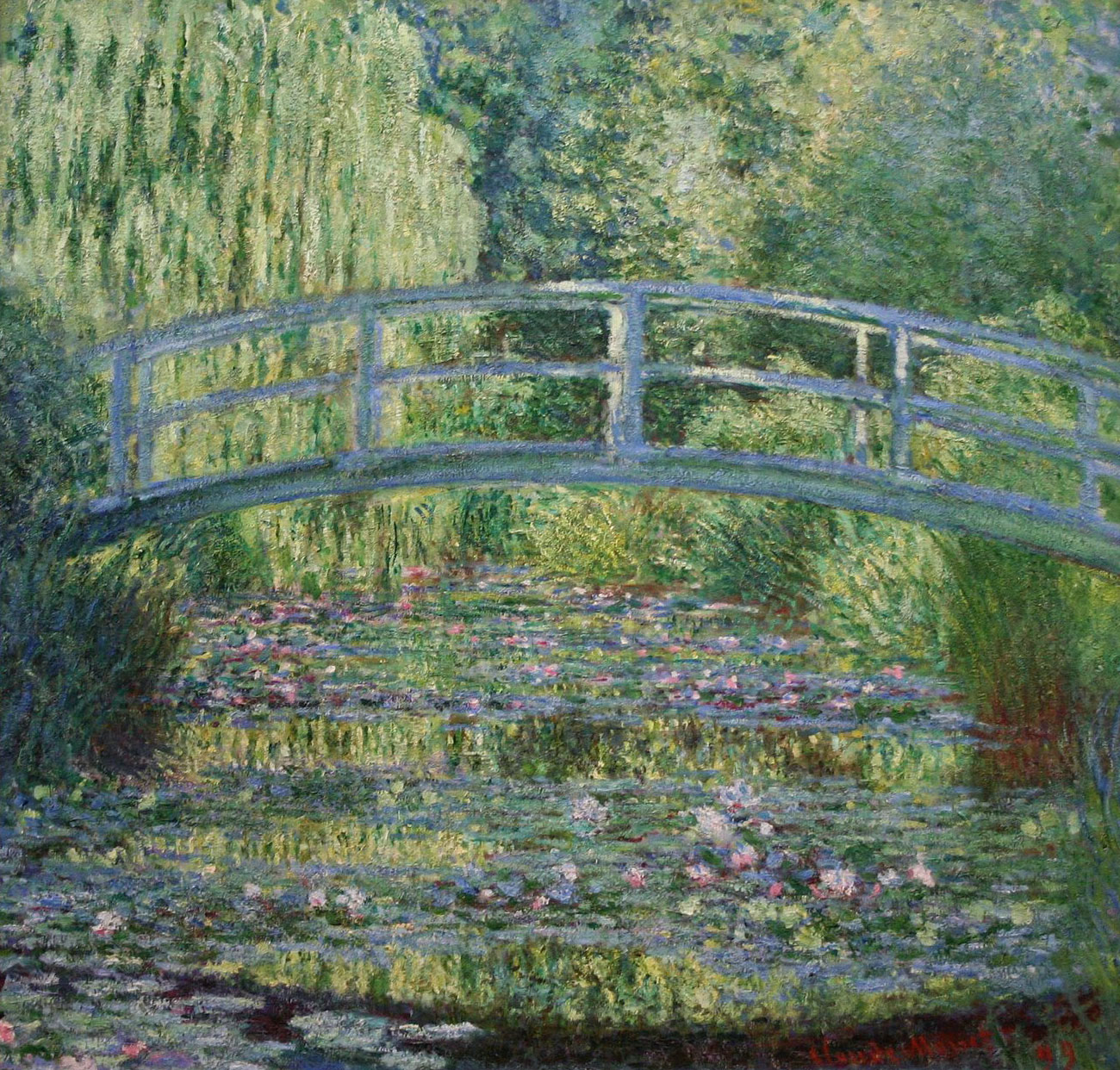
Claude Monet
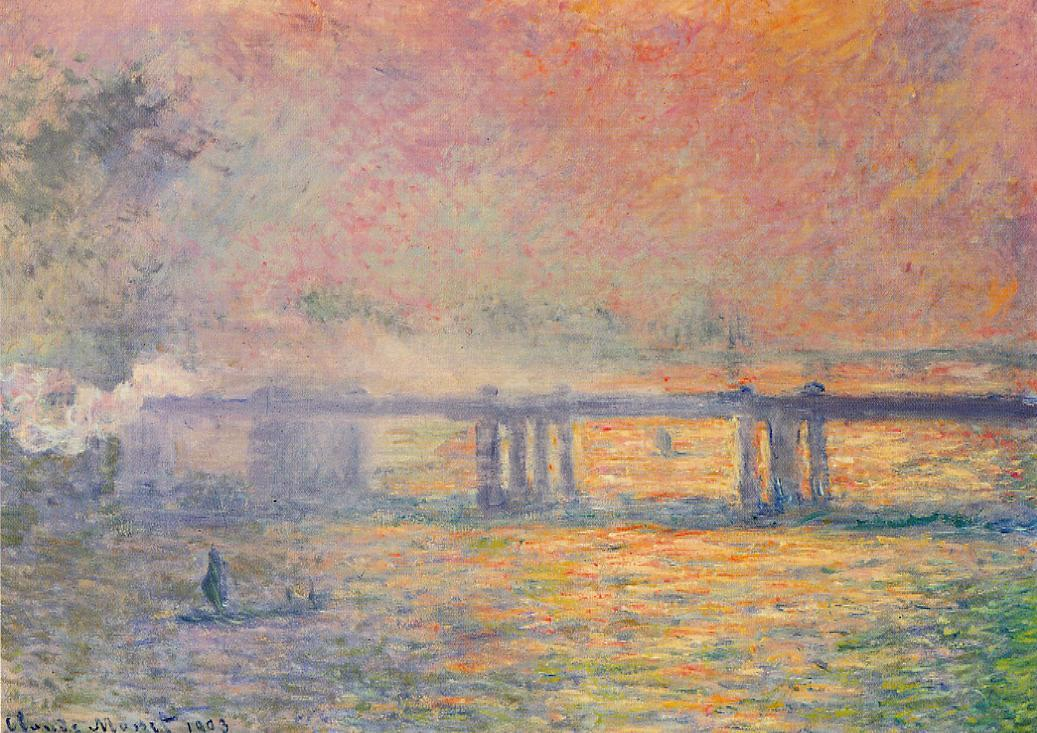
Claude Monet
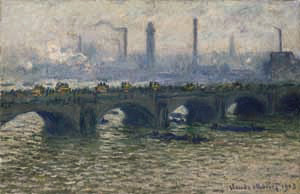
Pont de Waterloo

Alfred Sisley (1839-1899) se consacre dès ses débuts essentiellement aux paysages et aux représentations vivantes des rues villageoises ou des cours d'eau parisiens. Ses tableaux dénotent son vif intérêt pour les impressions colorées des arbres et des édifices, et pour le jeu changeant de la lumière et des nuages au-dessus du paysage. Il peint ainsi de nombreux ponts. La Passerelle d'Argenteuil, en 1872, est une passerelle provisoire en bois remplaçant l'ancien pont détruit lors de la guerre de 1870. Sous le pont de Hampton Court est une œuvre qui, dans la composition, est peut-être l’une des plus audacieuses de l’œuvre de Sisley, et même dans le courant Impressionnisme. Sisley a voulu représenter la structure du pont lui-même, qui constituait alors une représentation inédite d’un pont.

Œuvres impressionnistes : Alfred Sisley
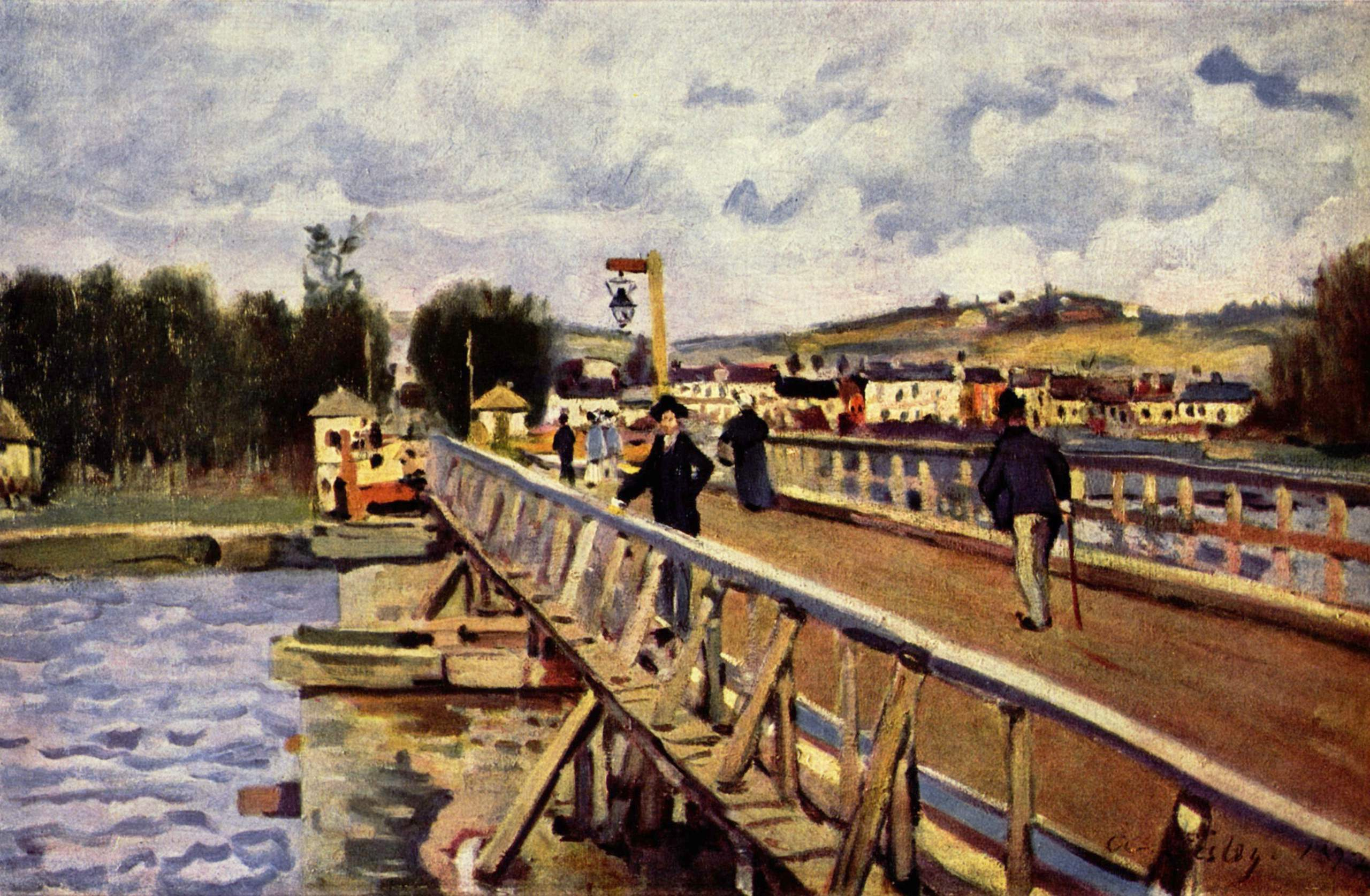
Passerelle d'Argenteuil 1872
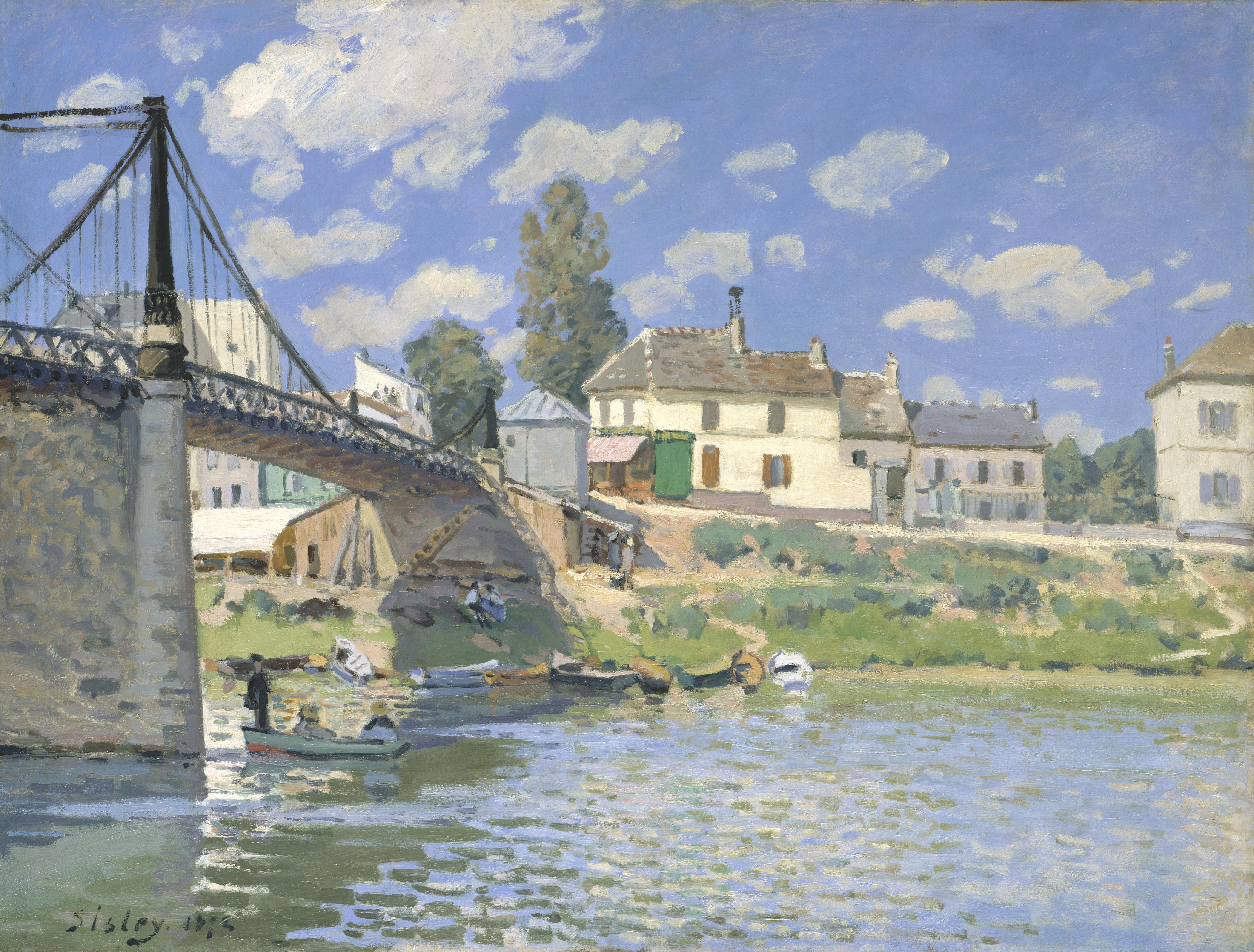
Le Pont de Villeneuve-la-Garenne 1872
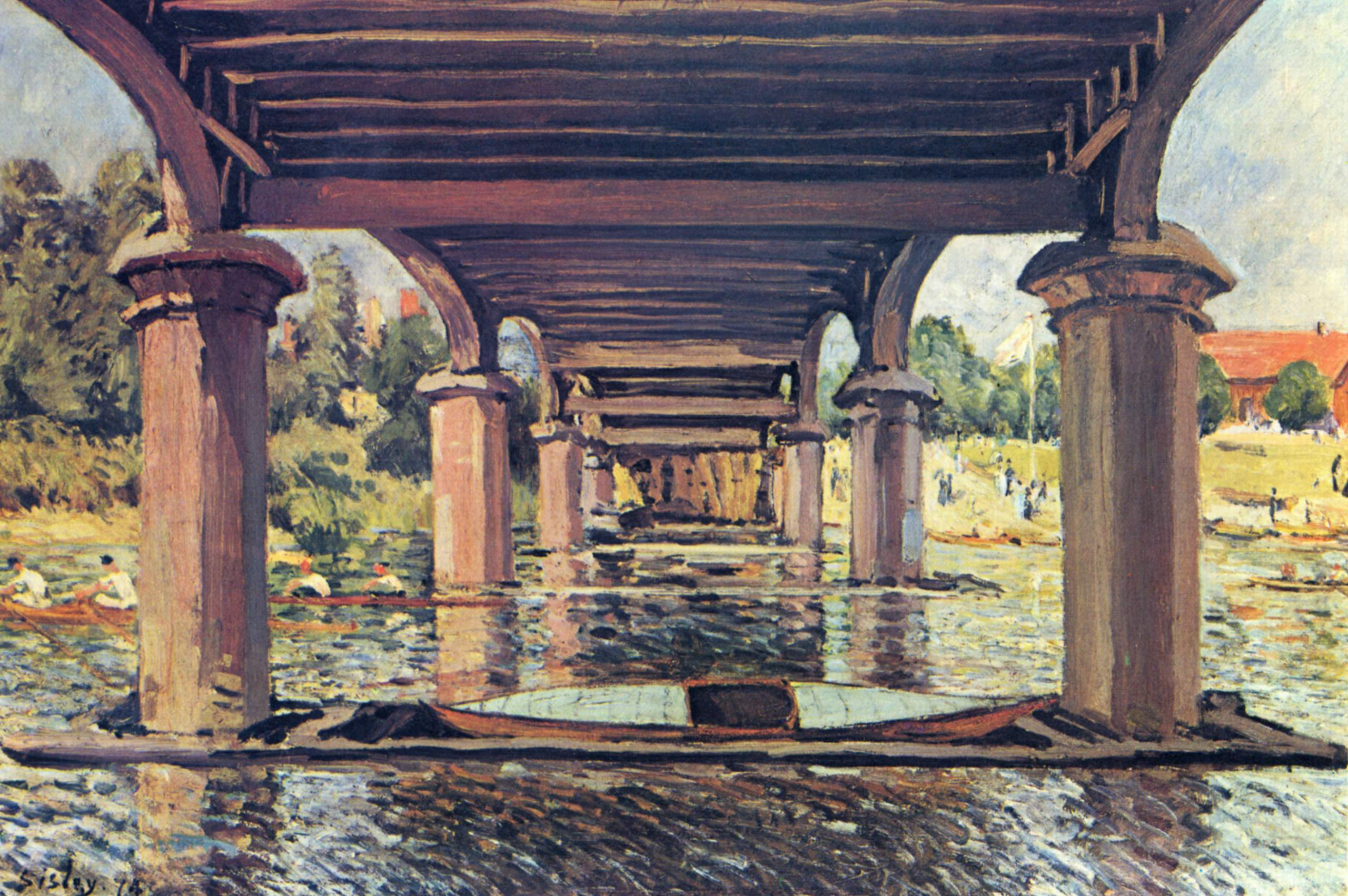
Sous le pont de Hampton Court 1874
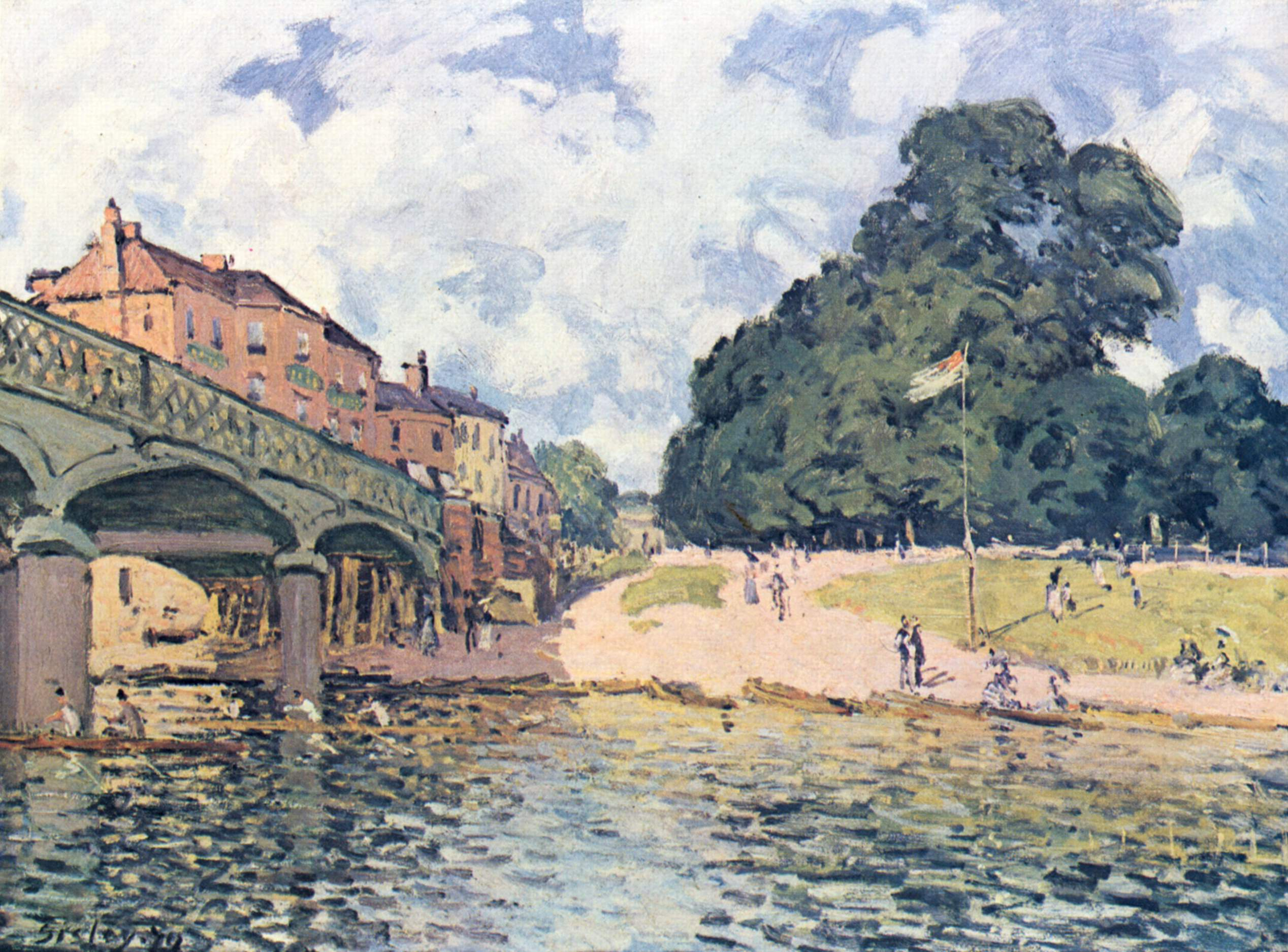
Pont de Hampton Court 1874
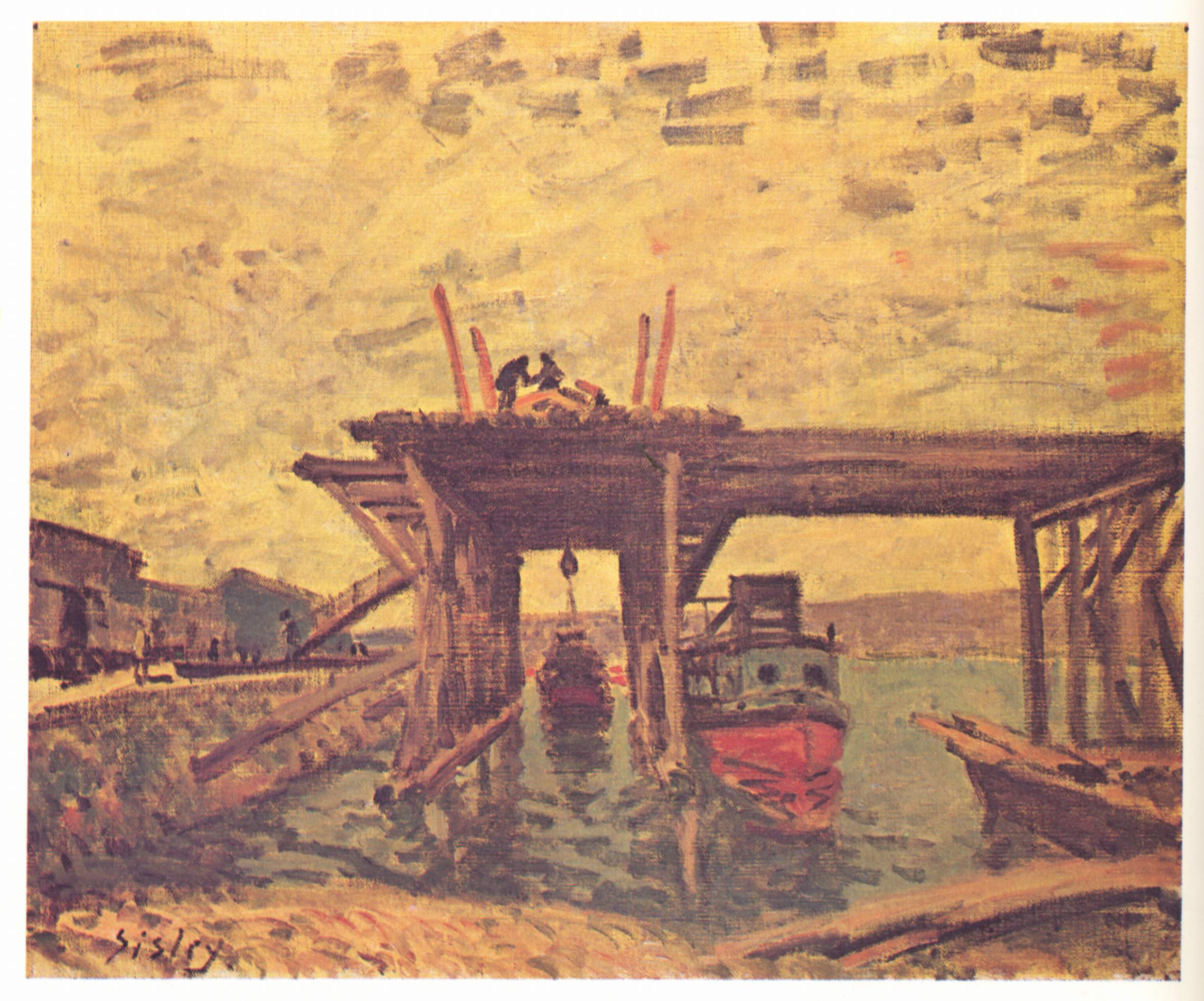
Pont en bois 1885

Pierre-Auguste Renoir peint Le Pont Neuf en 1872, peu de temps après le début de ses premières œuvres en 1867, depuis l'étage d'un café. Son frère Edmond inventait des prétextes pour arrêter les passant afin, comme l'écrit Rewald : « de donner au peintre le temps de faire son croquis. De cette manière l'animation joyeuse était fixée sur la toile ». La recherche délibérée d'une clarté accrue par une couche légère de peinture, va caractériser l'exécution de la plupart des œuvres traditionnellement rattachées à sa période impressionniste. Il peindra plus tard Le Pont du chemin de fer à Chatou en 1881, la même année où il achève une de ses toiles majeures Le déjeuner des canotiers, .
Paul Cézanne peint le Pont de Maincy, ou le Petit Pont, entre 1882 et 1885. Cette toile est structurée en trois parties, l’eau, le pont et les arbres à l’aide de lignes verticales, obliques et circulaires. L’harmonie des formes, soigneusement «maçonnées», provient des couleurs savamment modulées d’un motif à un autre, passages subtils entre différentes teintes. Avec l’absence de ciel et l’opacité de l’eau, Cezanne a fait disparaître toute fluidité de la nature en construisant un ensemble compact. Il a peint l’immobile et le silence, il a figé les arbres en un rideau de fond et l’eau de la rivière en un bloc massif de minéral.. Et pourtant, selon Gilles Plazy, « ce n’est pas l’image d’une absence de vie, d’une mort figée, c’est celle d’un instant dilaté, suspendu, d’un souffle retenu, d’un sommeil mystérieux »
Le pont de l’Europe, situé près de la gare Saint-Lazare, s’inscrit dans la période de nouveau réalisme de Gustave Caillebotte. Un examen attentif montre qu'en fait il s'agit d'un faux réalisme car le peintre utilise deux points de fuite et des effets contradictoires.

Œuvres impressionnistes : Pierre-Auguste Renoir - Paul Cézanne - Gustave Caillebotte
Pierre-Auguste Renoir - 1872 Le Pont Neuf
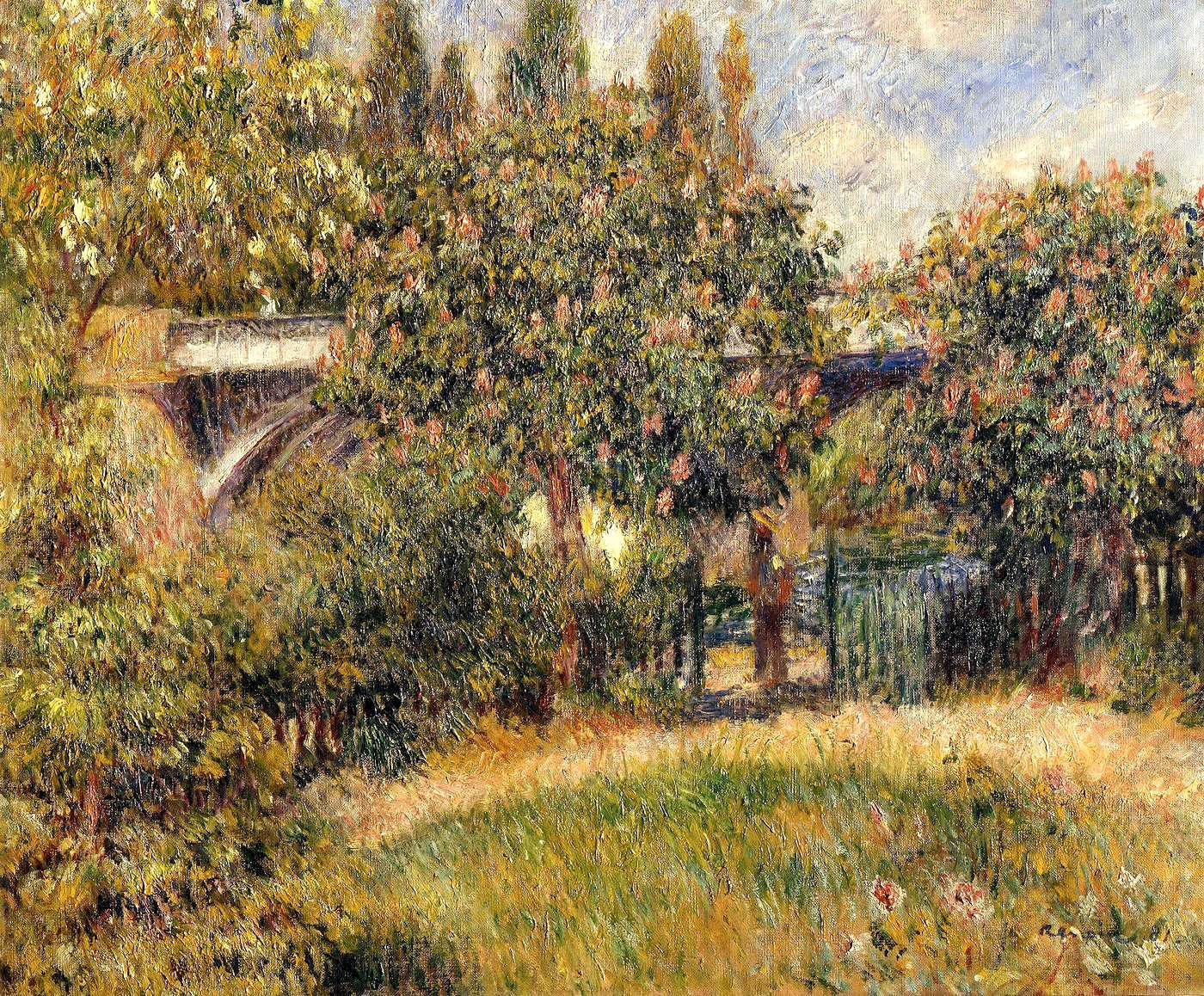
Pierre-Auguste Renoir - 1881 Le Pont du chemin de fer à Chatou
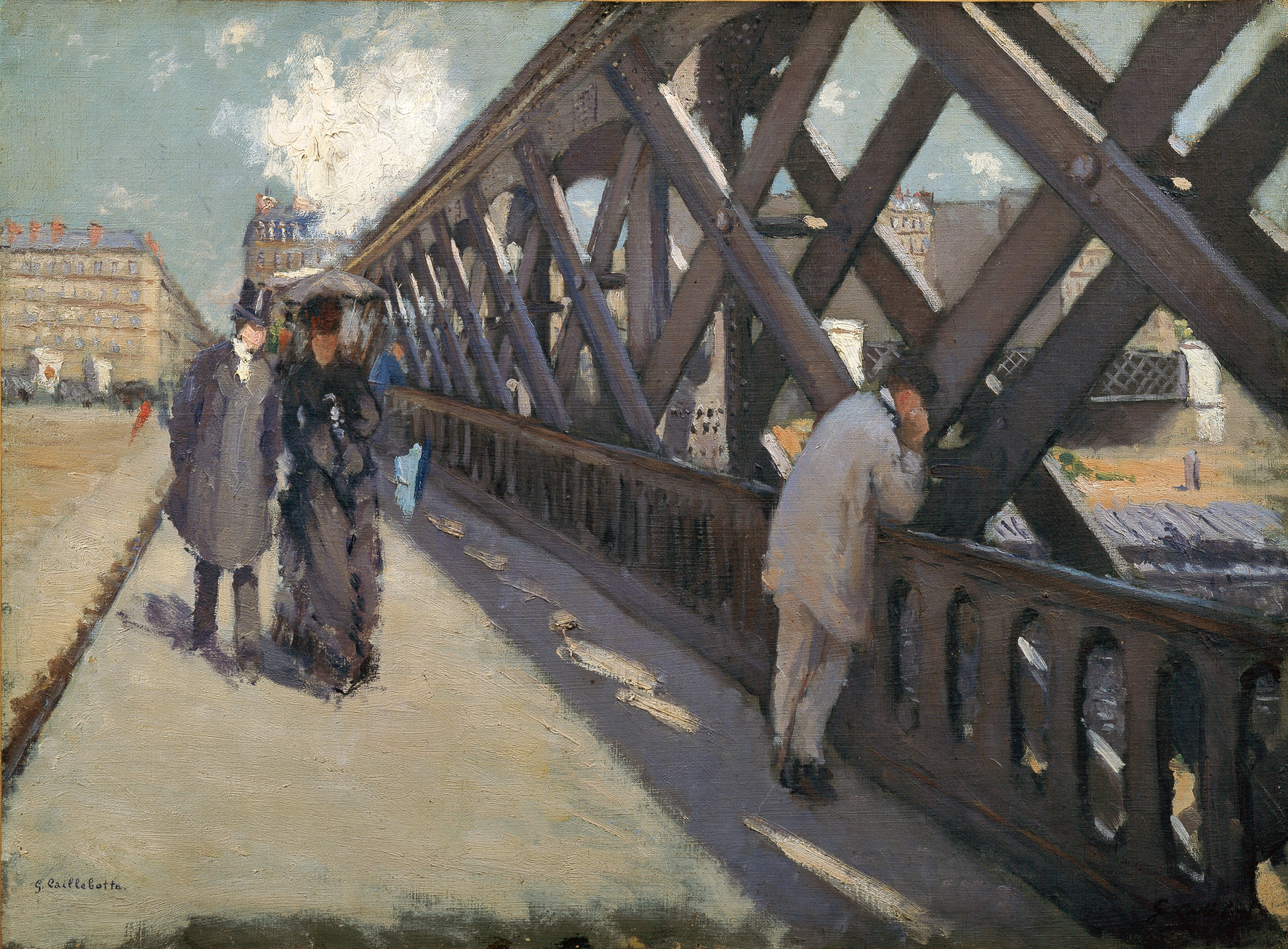
Gustave Caillebotte - 1876 Le Pont de l'Europe
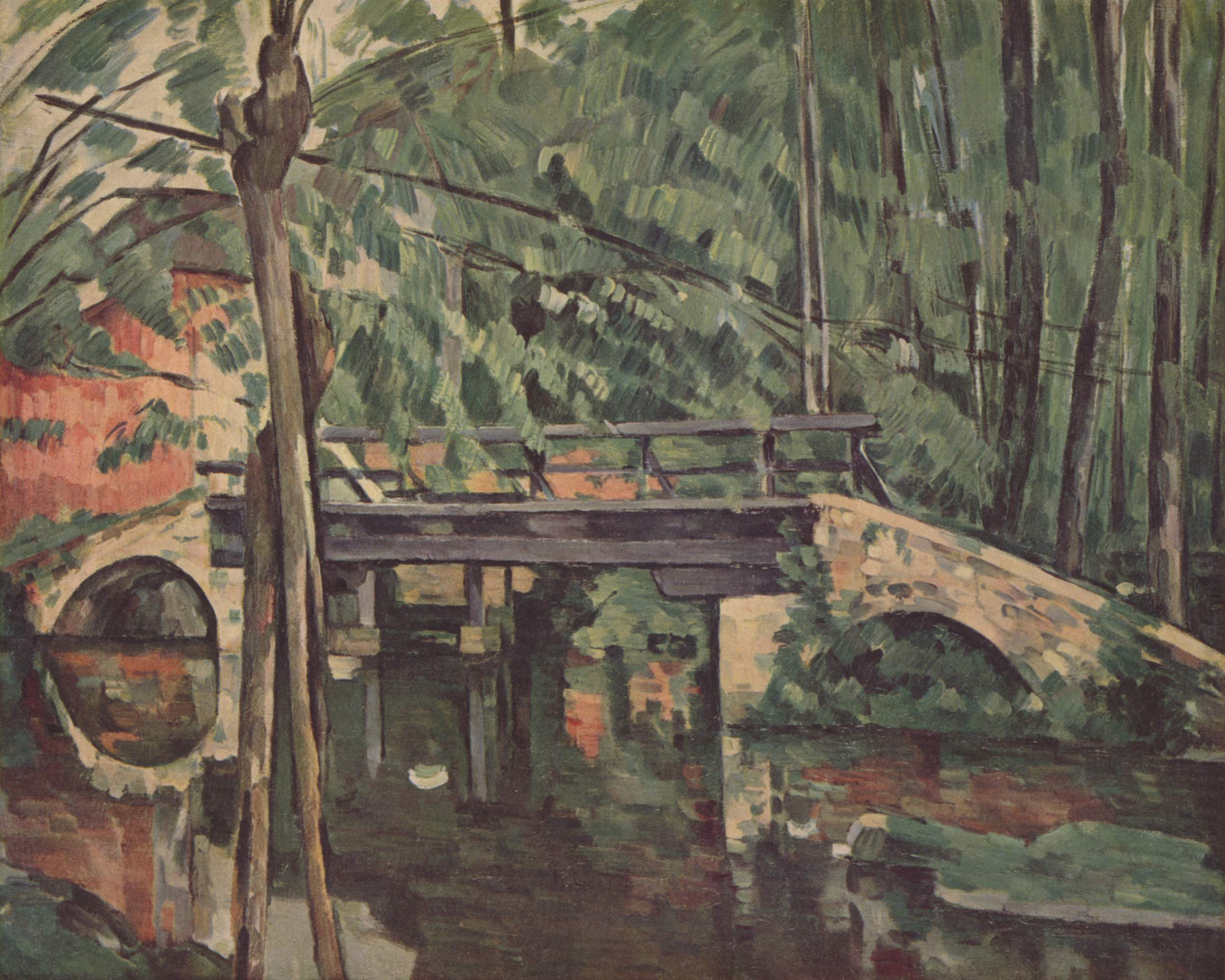
Paul Cézanne - 1880 Le Petit Pont
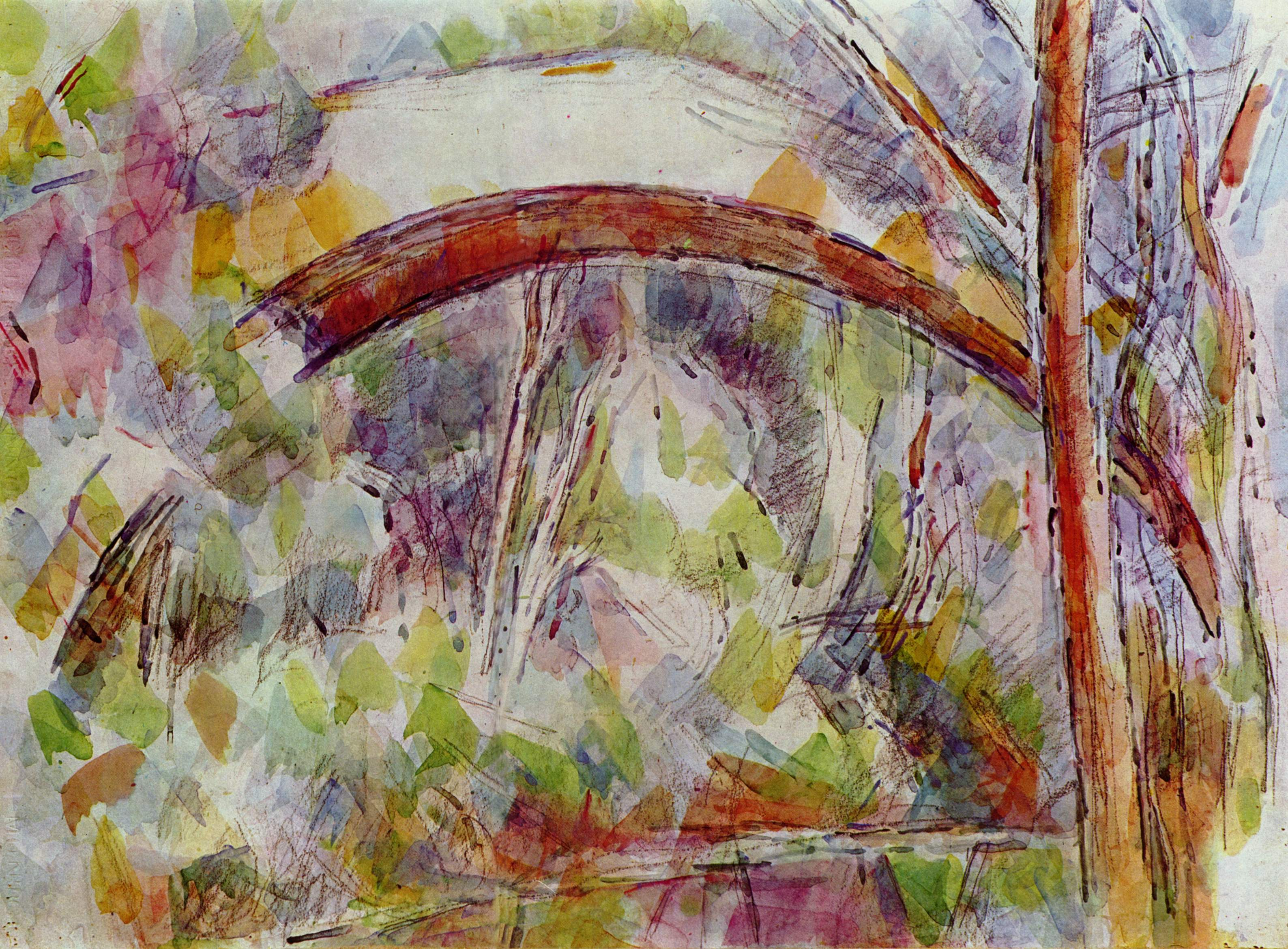
Paul Cézanne - 1906 Rivière près du pont des trois sources

Vincent van Gogh, autodidacte, décide de devenir peintre en août 1880 à l'âge de 27 ans. Ses premières œuvres sont centrées sur le thème de la vie populaire, avec de nombreuses études de tisserands et de paysans. Lorsque van Gogh arrive à Paris en 1886, les Impressionnistes tiennent leur dernière exposition et commencent enfin à être acceptés. Après de nombreuses peintures de natures mortes, de portraits, de scènes de rue, van Gogh, dépressif se retire à Arles. De son arrivée le 20 février 1888, à son départ pour l'asile de Saint-Rémy le 8 mai 1889, van Gogh exécute quelque 200 toiles, plus d'une centaine de dessins, et écrit plus de 200 lettres. Parmi ces œuvres, dix sont consacrées au pont de Langlois, un pont levis à flèches faisant partie d'une série de onze ponts, construits par un ingénieur hollandais dans les années 1820-1830. Van Gogh meurt en 1890.

Œuvres postimpressionnistes : Vincent van Gogh
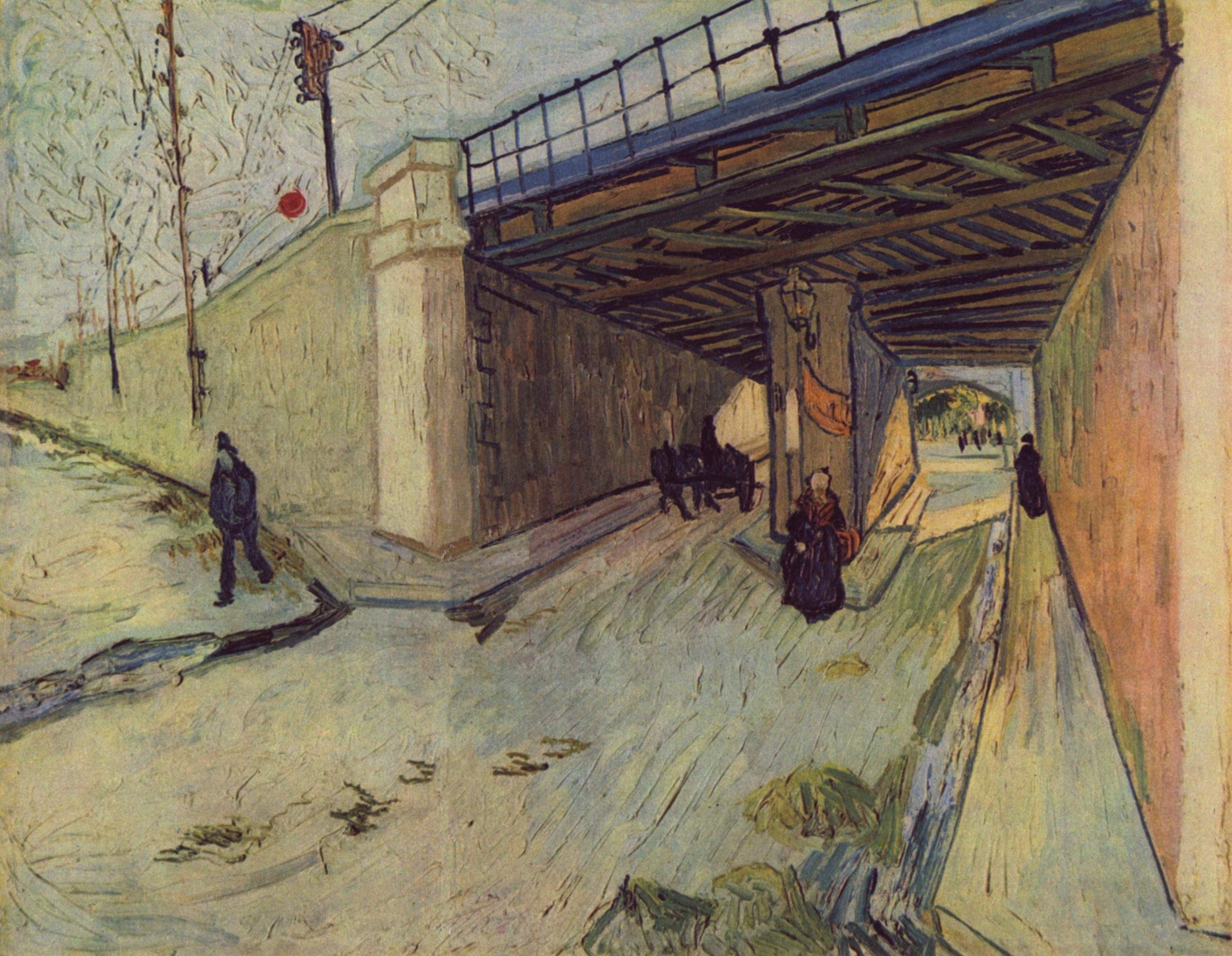
Pont ferroviaire sur une rue d'Arles. 1888
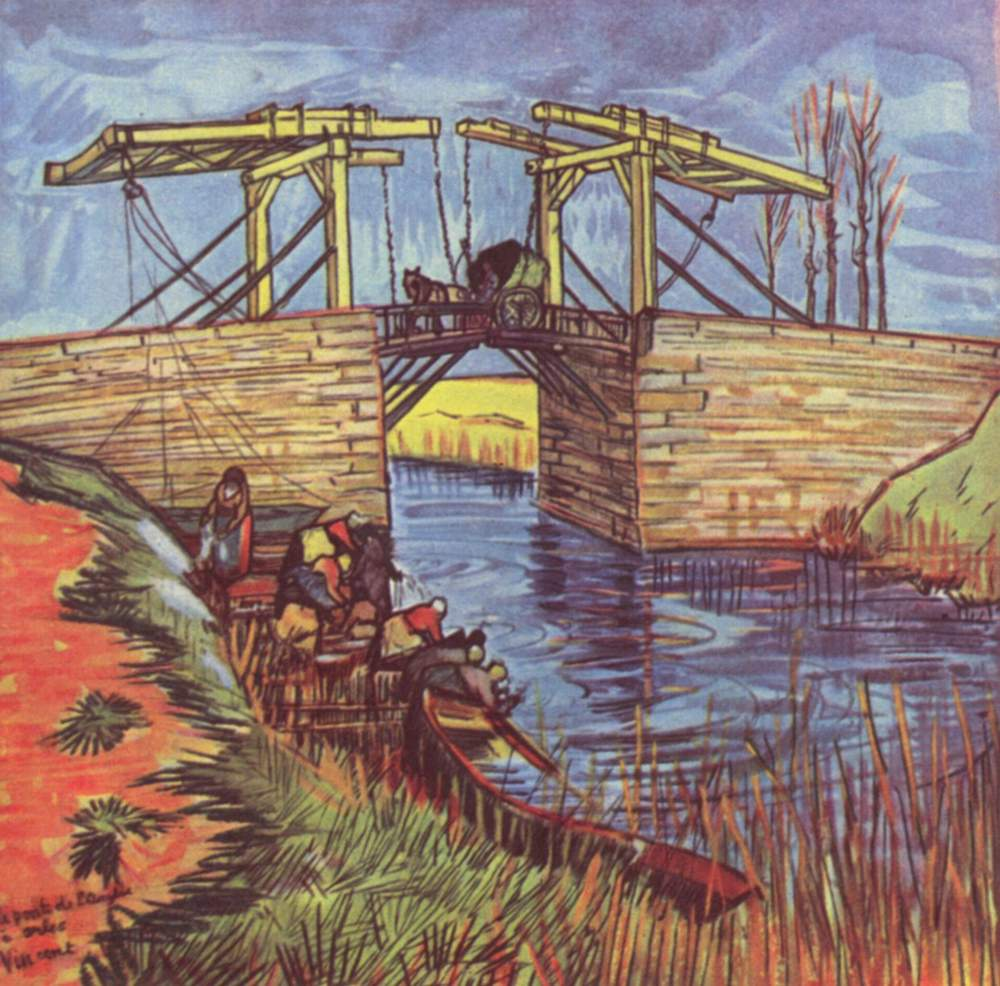
Le Pont de l'Anglois. 1888 huile
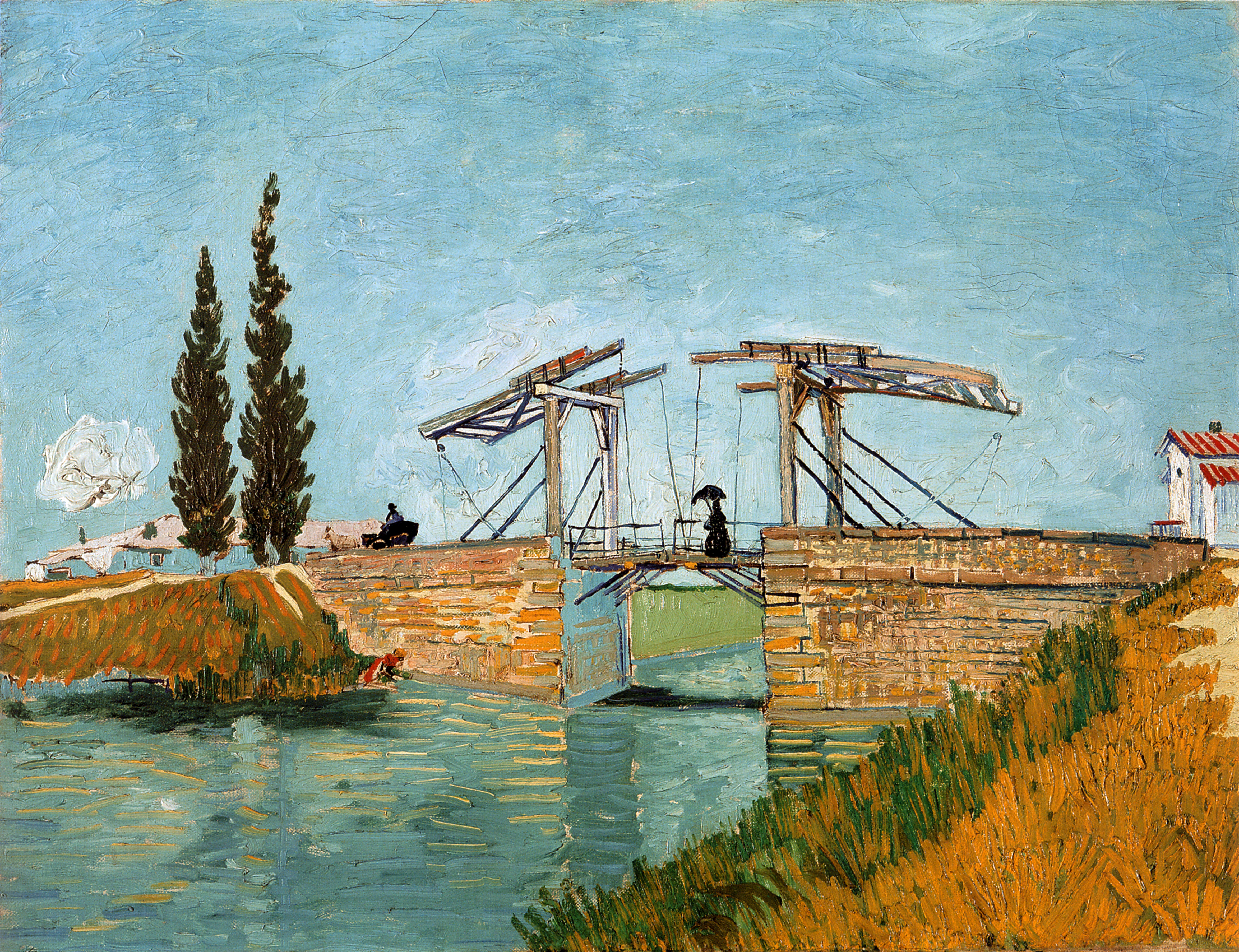
Le Pont de l'Anglois. 1888 huile
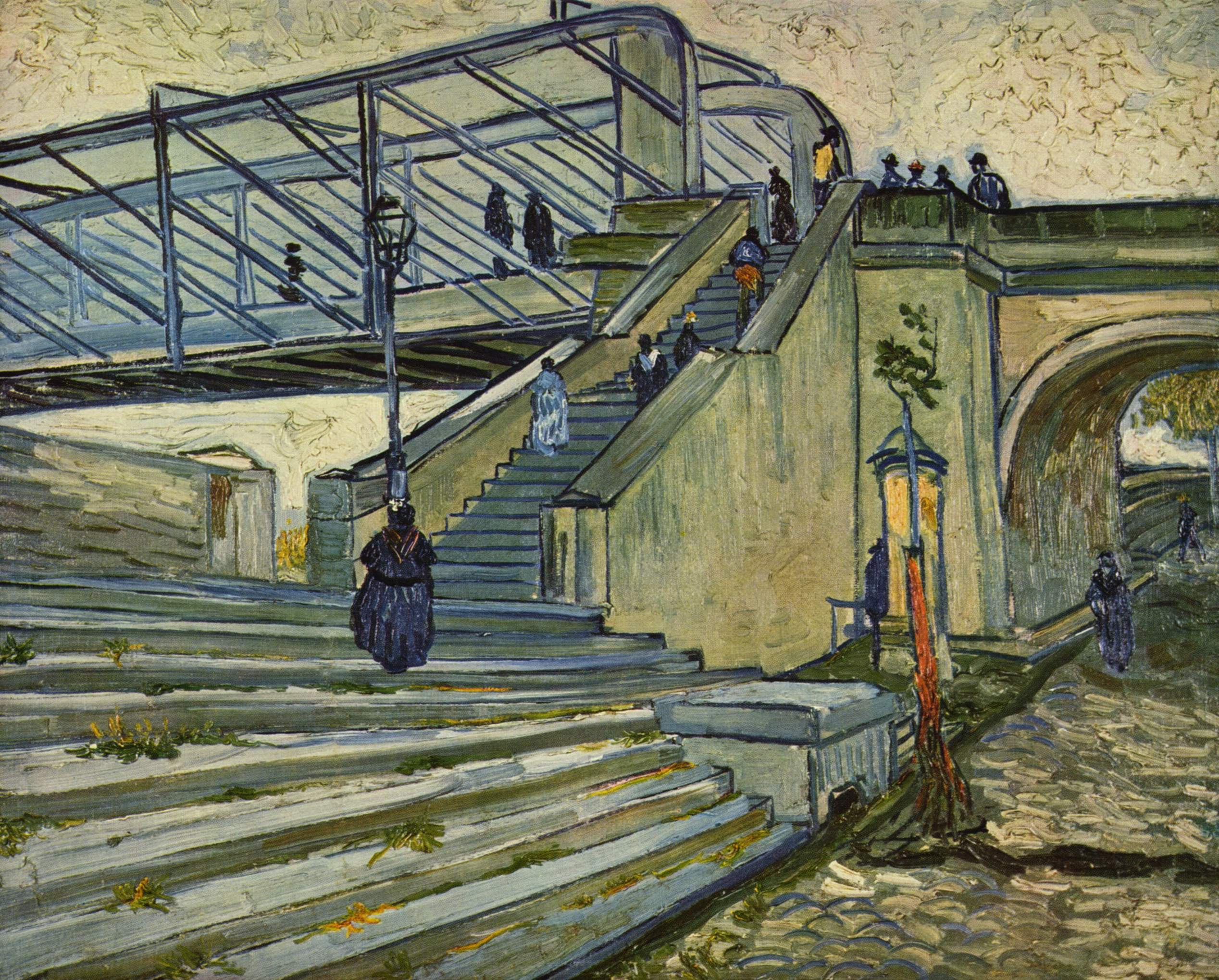
Le pont de Trinquetaille construit en 1875 - peint en 1888. huile
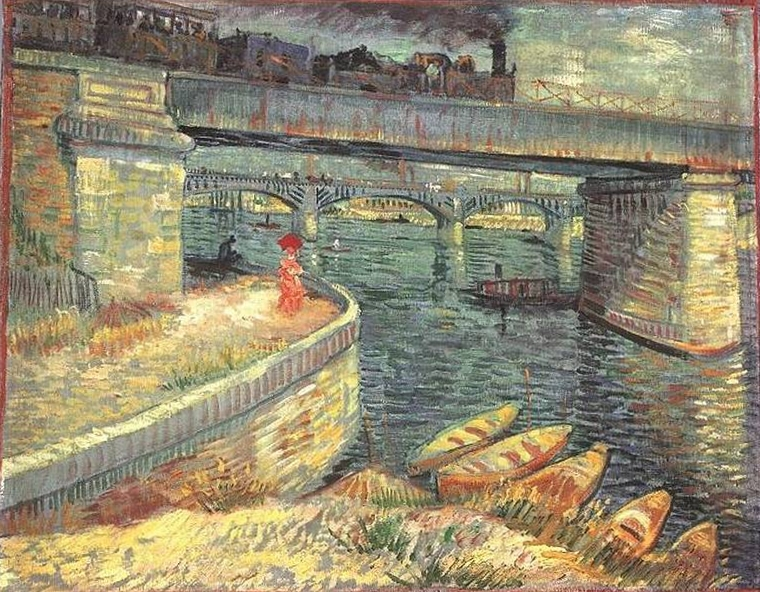
Pont ferroviaire - 1888

### Peinture moderne et contemporaine
L’héritage du postimpressionnisme, avec des peintres comme Van Gogh, Cézanne, Gauguin ou Seurat a joué un rôle essentiel dans le développement de l’art moderne. Au début du XXe siècle, Henri Matisse et d’autres jeunes artistes ont révolutionné le monde artistique parisien avec une peinture « sauvage », multicolore et expressive que les critiques ont appelé le fauvisme. Pablo Picasso a réalisé sa première peinture cubiste en se fondant sur une idée de Cézanne selon laquelle toute représentation de la nature peut être réduite à trois solides : un cube, une sphère et un Cône.

#### Expressionnisme allemand
L’Expressionnisme allemand est représenté par deux groupes d'artistes, l’un au nom prédestiné, Die Brücke (le pont), formé à Dresde le 7 juin 1905, et l'autre étant Der Blaue Reiter (Le Cavalier bleu), formé à Munich en 1911.
Les premiers membres de Die Brücke étaient Ernst Ludwig Kirchner (1880-1938), Erich Heckel (1883-1970), Fritz Bleyl (1880-1966) et Karl Schmidt-Rottluff (1884-1976). Die Brücke veut détruire les vieilles conventions comme cela est en train de se produire en France. Selon Kirchner il ne faut pas s'imposer de règles. L'inspiration doit couler librement afin de donner l'immédiateté de l'expression selon les émotions et la conscience subjective de l'artiste, encourageant ainsi un dessin rapide, des couleurs vives, pures ou peu mélangées.
Malgré son nom, le groupe n’a pas représenté que des ponts, mais Kirchner quant à lui est l’auteur de quelques œuvres de cette période en représentant.

Œuvres de Ernst Ludwig Kirchner
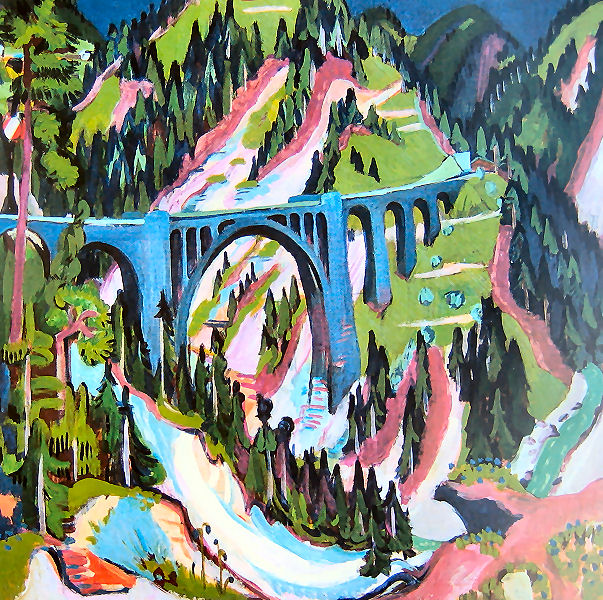
Pont près de Wiesen, 1926, Huile, 120 × 120 cm.
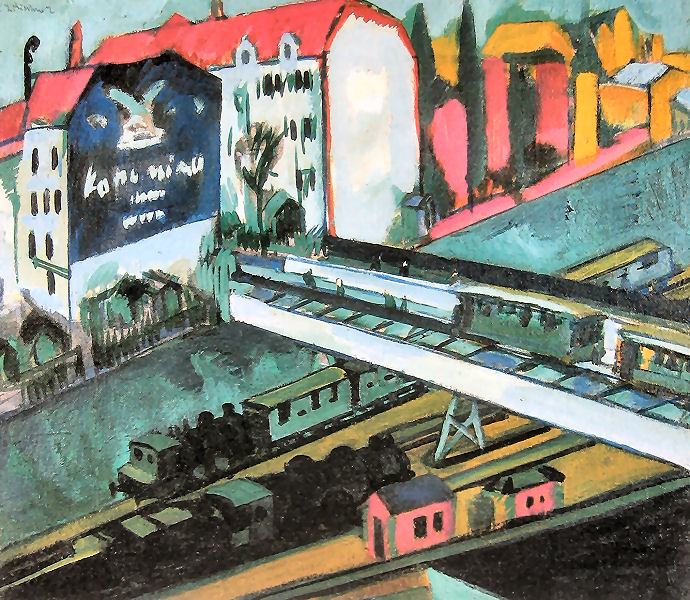
Route et voie ferrée, 1914, Huile, 71 × 81 cm.
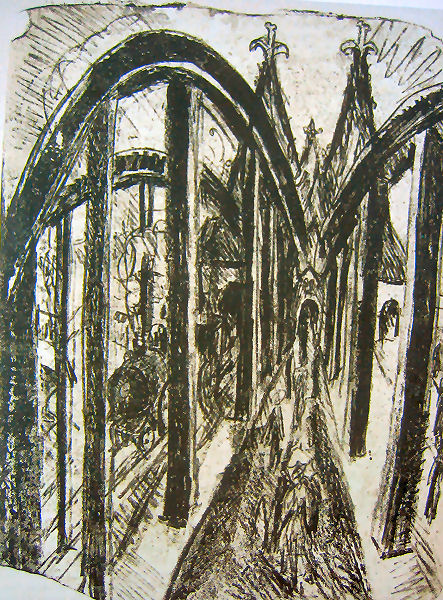
Pont sur le Rhin à Cologne, 1914, Lithographie, , 42,1 × 31,5 cm.
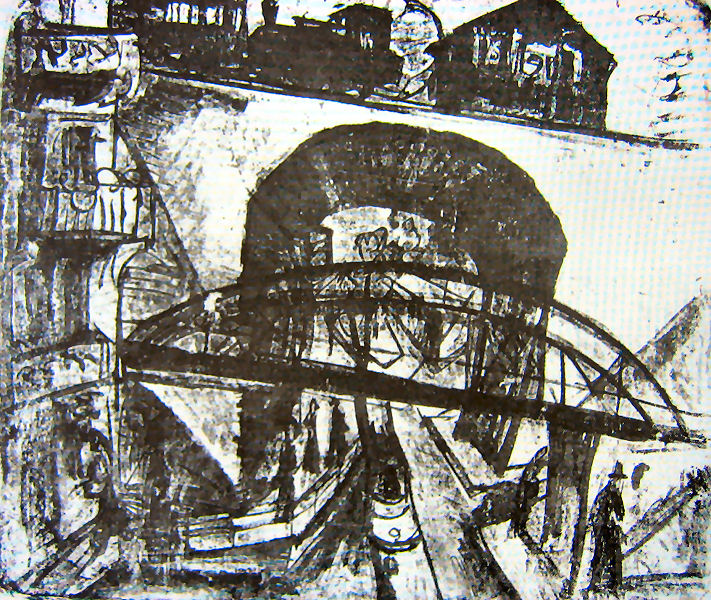
Pont à Berlin
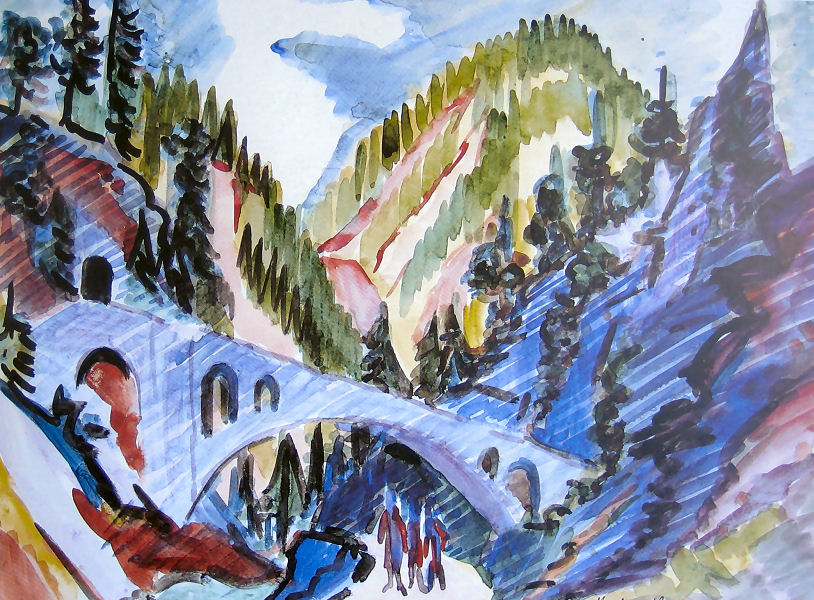
Pont dans le Landwassertal, 1919, Aquarelle sur Papier, 36,5 × 49,5 cm.

## Peinture orientale
Dans le monde oriental, des artistes désormais célèbres tels que Hokusai ou Hiroshige peignirent de nombreux ponts lors de leurs voyages. Si certains ouvrages font partie intégrante de paysages remarquables, ces peintres n'y ont pas fait abstraction et ne cachaient pas leur admiration pour ces constructions. Ainsi, Hiroshige réalisa une collection importante d'œuvres comportant des ponts pittoresques durant ses déplacements au Japon, avec notamment la série des cinquante-trois Stations du Tōkaidō.

Œuvres de Ando Hiroshige (1833-1834)
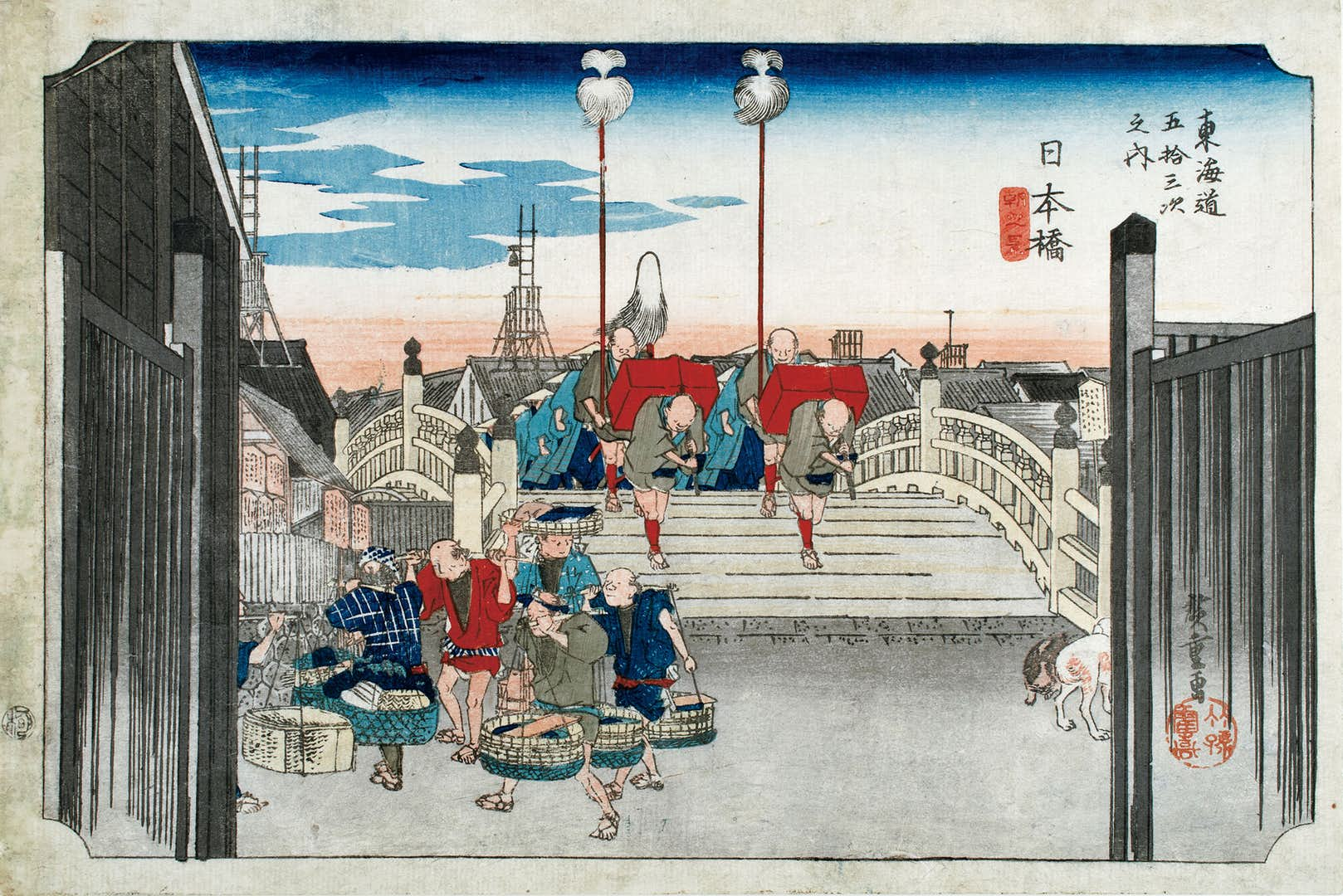
Première étape de la route du Tōkaidō. Le pont de Nihonbashi à l'aube.
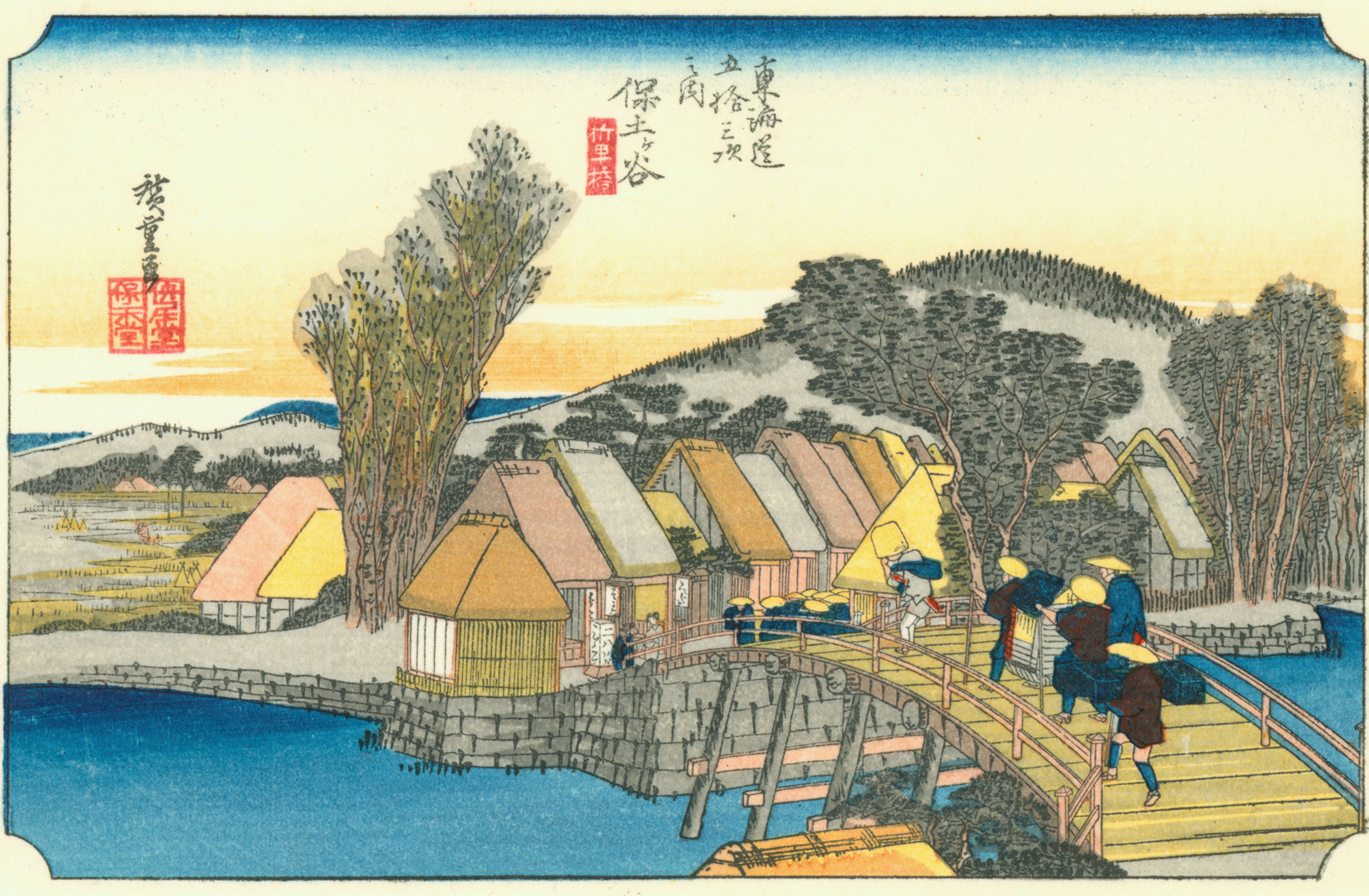
Cinquième étape : Hodogaya
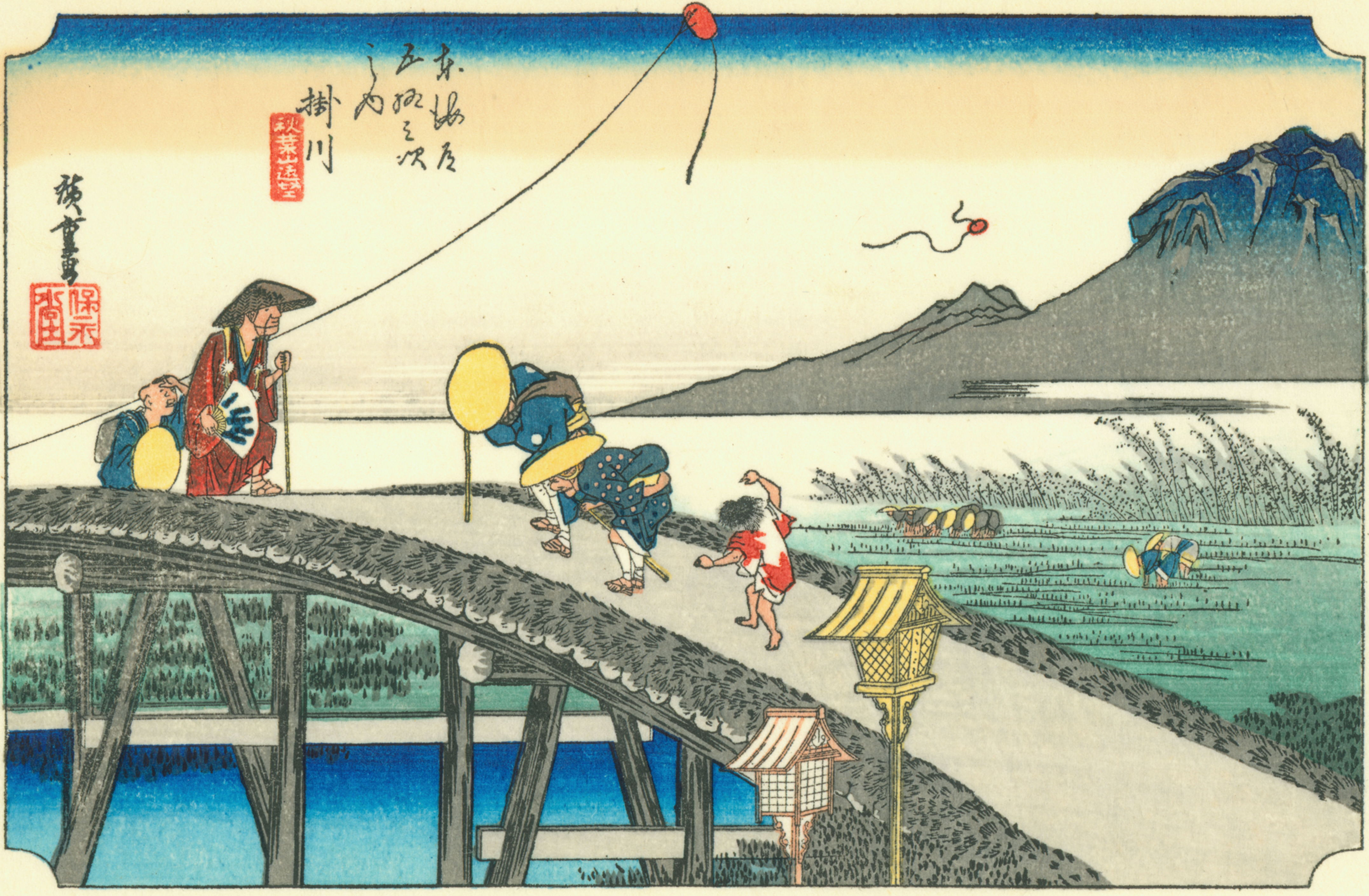
Vingt-septième étape : Kakegawa
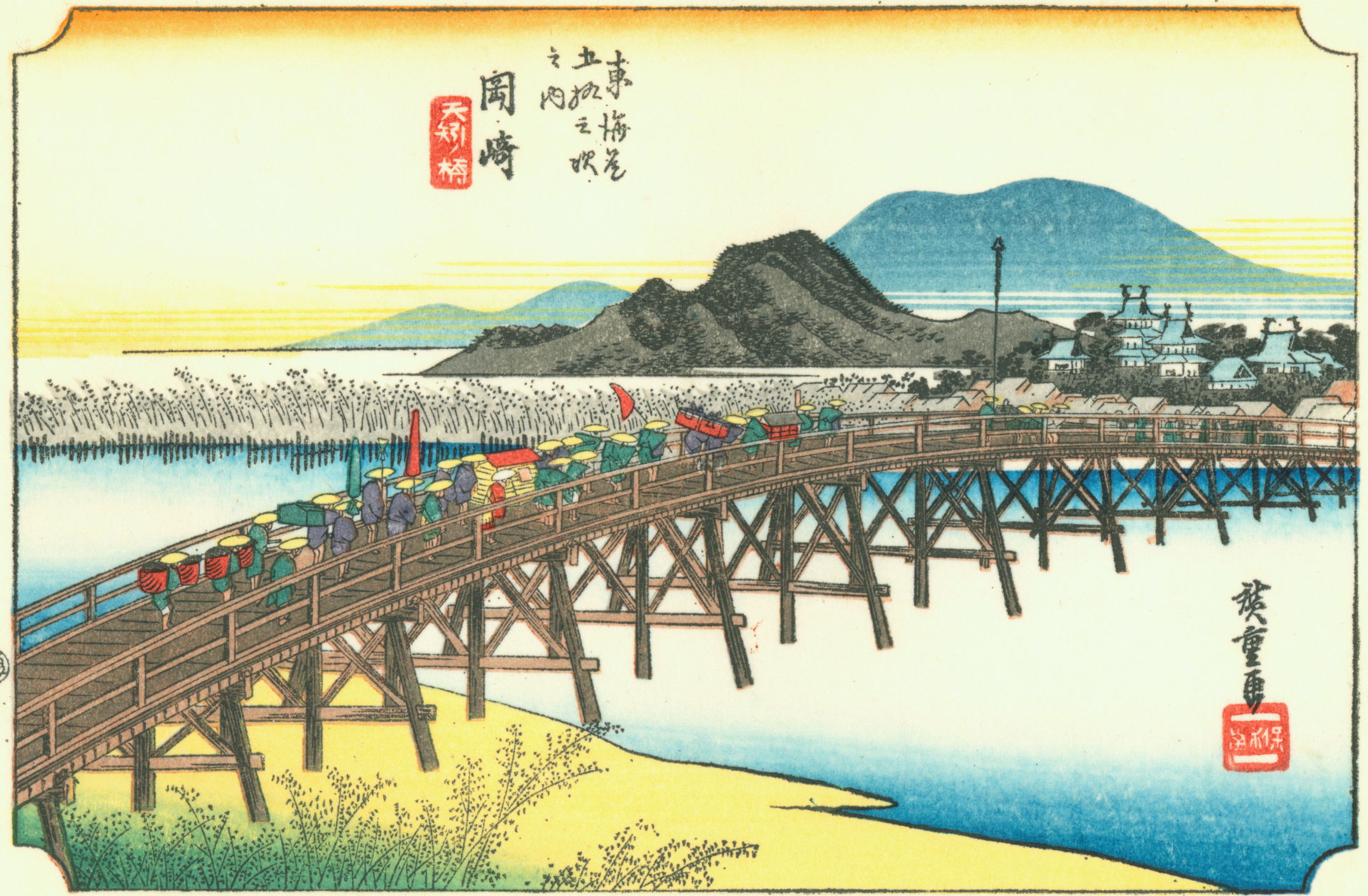
Trente-neuvième étape : Okazaki
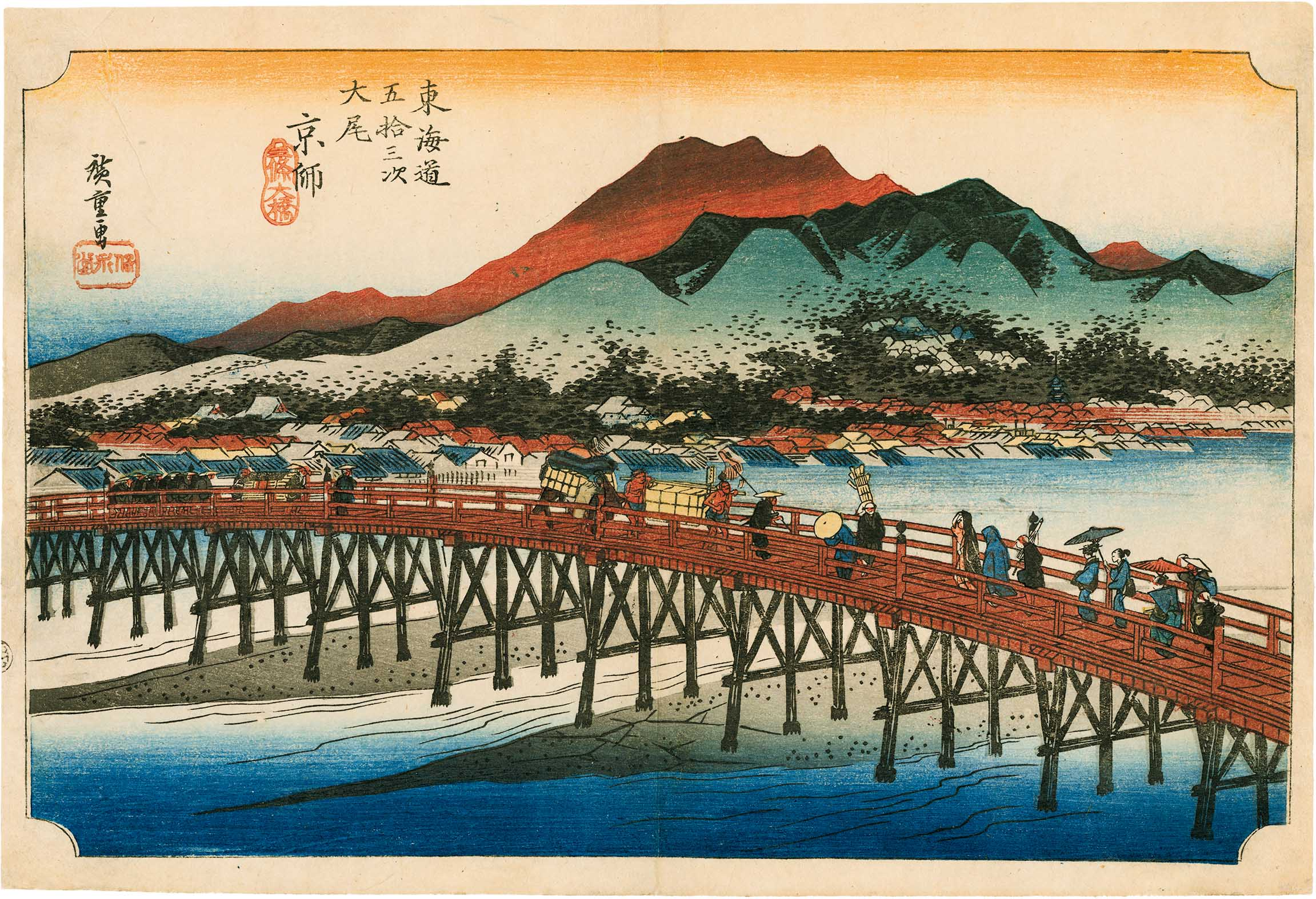
Cinquante-cinquième étape : Kyoto